# Invasió Portuguesa (1816)
La Invasió lusobrasilera, també coneguda com a Invasió portuguesa de 1816 (Invasão Portuguesa de 1816), Guerra contra Artigas (al Brasil) o Segona invasió portuguesa de 1816 (Segunda Invasão Portuguesa) és el nom que els contemporanis dels fets i els historiadors han donat al conflicte armat que es va produir entre 1816 i 1820 a la totalitat del territori actual de la República Oriental de l'Uruguai, a la Mesopotàmia Argentina i al sud del Brasil i que va tenir com a resultat l'annexió de la Banda Oriental al Regne del Brasil amb el nom de Província Cisplatina.
Els detonants van ser per un costat, els orientals artiguistes, liderats pel llavors cabdill José Gervasio Artigas i alguns cabdills d'altres províncies que formaven la Lliga Federal i que van optar per seguir-lo, com el comandant Guaraní Andresito Guazurarí. Per l'altre bàndol van combatre les tropes del Regne Unit de Portugal, Brasil i Algarve dirigides pel portuguès Carlos Frederico Lecor (1764 - 1836).
Al front naval el conflicte va excedir àmpliament la regió del riu de la Plata i el litoral argentí per a estendre's globalment, ja que els corsaris artiguistes van assetjar als bucs portuguesos i espanyols a Europa, Àfrica i el Carib.
La Invasió lusobrasilera va ser un conflicte militar que en l'actualitat posseeix poques fonts d'informació en comparació amb altres temes. Això és degut principalment a dues causes: El desinterès cap aquest conflicte mostrat pels fundadors de la historiografia uruguaiana (Juan Zorrilla de San Martín, Francisco Bauzá, etc) perquè pretenien crear una apoteosi de la figura d'Artigas i el desinterès dels historiadors actuals, que prefereixen abordar altres temes que els semblen més rellevants de l'època, com els canvis socials, polítics i culturals produïts i fomentats per Artigas.

## Causes de la guerra

Planisferi cantí (de 1502), on es troba marcada la línia de Tordesillas. La regió del riu de la Plata va ser la zona de frontera entre Espanya i Portugal i com a tal, zona de alta conflictivitat i teatre de cruels lluites al llarg de diversos segles.

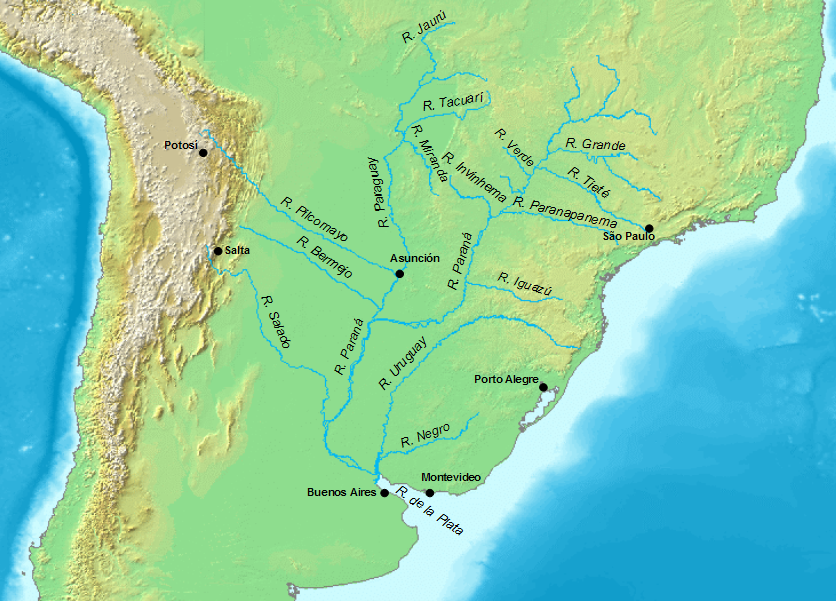
La Conca del Riu de la Plata.

Les causes que van portar al rei Joan VI de Portugal (João VI de Portugal en portuguès) instal·lat des del 1808 a Rio de Janeiro a llençar-se a la conquesta de la Banda Oriental poden dividir-se en causes generals i circumstancials.
Entre les primeres es troba el lloc principal, l'antiga aspiració portuguesa de portar les fronteres del Brasil fins a la costa del Riu de la Plata, sostenint que el mateix coincidia amb la Línia de Tordesillas mitjançant la qual Espanya i Portugal s'havien dividit el món en 1494. Per aquesta raó, la regió del riu de la Plata va ser l'àrea de frontera entre Espanya i Portugal, i com a tal, zona d'alta conflictivitat i teatre de cruels batalles al llarg dels segles, fins i tot després que les colònies americanes s'independitzessin de les potències europees. L'historiador argentí Liborio Justo (1902-2003), va qualificar d'Atàvic aquest conflicte, citant les paraules de l'historiador i exgovernador de Córdoba (Argentina) Ramón J. Cárcano (1860-1946):
| « | Les lluites i rivalitats de Portugal i Espanya es concentraven a Amèrica a la regió de la Plata. Perduren en totes les etapes del temps secular: El descobriment, la conquesta, la colònia, el regne, l'imperi, la república, la dictadura... Notable cas de la història humana: Una contesa de tres segles | » |

El Riu de la Plata resultava estratègic perquè era el punt de sortida d'una extensa conca fluvial, la cinquena del món, que s'internava fins al cor d'Amèrica del Sud, des de prop de les zones mineres de Potosí, a l'actual Bolívia, passant pel Paraguai, el Mato Grosso i arribant fins a São Paulo. A més la banda Oriental, al segle xviii i principis del segle xix era una zona d'important riquesa agropecuària, en la que, organitzada sobre les antigues vaqueries, es produïa el Tasajo, un aliment bàsic dels esclaus d'origen africà que constituïen la base de l'economia brasilera.
Seguint aquesta línia històrica conflictiva, el 1536 Buenos Aires va ser fundada amb la finalitat d'impedir que els portuguesos remuntessin el Riu de la Plata. Durant el període en què el regne de Portugal va restar sobre la monarquia espanyola, entre el 1580 i el 1640, es van relaxar les precaucions espanyoles per a cuidar les mal definides fronteres entre ambdós regnes, circumstància que va aprofitar Portugal per estendre el territori del Brasil cap a l'Oest i cap al Sud.
El 1680, el Regne de Portugal va fundar Colonia del Sacramento, primer assentament a l'actual territori uruguaià, exactament davant de Buenos Aires, a l'altre costat del Riu de la Plata. Des d'aquest moment es van succeir diversos enfrontaments i acords precaris entre portuguesos i espanyols de la Banda Oriental i la zona de les Missions, conegudes com les guerres del Riu de la Plata.
Portugal va aprofitar també les agitades circumstàncies polítiques produïdes a partir de la Invasió Napoleònica a Espanya el 1808, presentant a la princesa Carlota Joaquina, esposa del rei Joan VI de Portugal i germana del rei Ferran VII, captiu de Napoleó com la millor alternativa per a preservar els interessos de la corona espanyola. Però la lluita comú contra Napoleó Bonaparte que va envair Espanya amb l'objectiu d'atacar Portugal, ja que el seu govern no acatava el bloqueig continental imposat per aquest a Gran Bretanya, va portar a Portugal a evitar un desacord amb Espanya i l'ocupació va ser posposada.
L'ocupació de Misiones Orientales el 1801 per tropes portugueses, són antecedents directes de l'empresa conqueridora de Portugal. El 1808, comandades pel bandeirant (nom que prové del portuguès bandeira, bandera, i que era el nom que s'usava per anomenar els homes que a partir del segle xvi penetraven als territoris interiors del continent americà partint de São Paulo) José Francisco Borges do Canto va intentar crear un protectorat. Aquesta crisi es va originar quan el governador de Montevideo, Francisco Javier de Elío va entrar en conflicte amb el virrei del Riu de la Plata, Santiago de Liniers que va arribar a una ruptura política amb la constitució de la junta de Montevideo el 21 de setembre del 1808. La monarquia portuguesa va aprofitar la situació enviant al militar i diplomàtic Joaquim Xavier Curado, fet conegut com a Missió Curado, amb la finalitat d'oferir en termes comminatoris, l'acceptació del protectorat de la Banda Orienta amb l'argument de preservar-la del virrei al qual considerava afrancesat. Elío en un principi va rebutjar l'oferta, però l'esdevenir dels fets polítics a partir de la Revolució de Maig del 1810 a Buenos Aires va permetre als portuguesos en dues ocasions, enviar el territori Oriental. Aquestes ocasions van ser el 1811 i el 1816.
Cal mencionar que les riques i estratègiques Misiones Orientales van seguir sent un territori disputat pels nous països (Brasil, Argentina, Uruguai i Paraguai) fins a la Guerra de la Triple Aliança en què la sobirania de Brasil quedaria finalment assegurada.
La invasió portuguesa del 1811 va ser un producte de la sol·licitud del llavors virrei del Riu de la Plata, Francisco Javier de Elío, en suport a les autoritats espanyoles contra els revolucionaris artiguistes. Aquesta invasió es va realitzar en el context de la ja esmentada Revolució de Maig, on per influència del mateix Elío es va fixar la capital del Virregnat del Riu de la Plata a Montevideo, convertint-se d'aquesta forma en virrei. La revolució s'havia aconseguit infiltrar a la Banda Oriental després del Crit d'Asencio. José Artigas i José Rondeau comandaven les tropes rebels que, després de la batalla de Las Piedras, van assetjar Montevideo el 21 de maig del 1811. Elío a pesar d'estar assetjat i en considerables dificultats, va aconseguir bloquejar amb una flota naval reialista el port de Buenos Aires i va demanar auxili als portuguesos. Un mes després, al juliol, es va dirigir des de Rio de Janeiro cap al sud amb un exèrcit de quatre mil homes sota el comandament de Diego de Souza. Derrotat a Paraguai i l'Alt Perú (actual Bolívia), i amb un comerç impedit pel setge naval d'Elío, el govern de Buenos Aires va buscar a partir de l'agost un acord amb Montevideo i el territori oriental a canvi de retirar el bloqueig portuari i la retirada dels portuguesos. Els orientals van rebutjar l'acord, que els abandonava en poder de l'enemic, i van seguir a Artigas en l'episodi conegut com a Èxode del poble Oriental. Les tropes portugueses no van abandonar el territori oriental fins a l'agost del 1812, quan amb el suport del govern britànic, Buenos Aires va assegurar el compliment de l'armistici del 1811 a través de l'acord Rademaker-Herrera del 1812.
La conjuntura del 1816, contra la revolució agrària artiguista en ple desenvolupament, i que va suposar la derrota militar del cabdill José Gervasio Artigas, la situació de guerra entre el moviment federal i Buenos Aires (que pràcticament assegurava la neutralitat, almenys del govern central de les Províncies Unides davant l'ocupació del territori oriental) i la realitat europea signada per la Restauració absolutista a Espanya i la legitimitat que negava a les colònies el seu dret a independitzar-se de les monarquies titulars (el que garantia a Portugal contra l'eventual reacció hostil d'Espanya) va resultar ideal per a la realització de l'antic objectiu. Aquestes van ser doncs, les principals circumstàncies.
L'alacaiguda família reial portuguesa que el 1808 havia emigrat a Rio de Janeiro fugint de la invasió napoleònica no tenia res a veure amb l'orgullosa cort que el 1816 preocupava a Anglaterra per les seves aspiracions expansives. Molta aigua havia corregut sota els ponts i altres vents bufaven tant a Europa com a Amèrica. Les infinites possibilitats de l'immens i ric territori del Brasil, el desenvolupament econòmic produït per l'obertura dels ports del Brasil al comerç internacional - decisió del 1808 - i la distància respecte als conflictes europeus van provocar a la direcció política una idea audaç. Convertir al Brasil en el centre de decisió del regne i seu permanent de les seves autoritats. La presència del govern portuguès a Amèrica va canviar substancialment la visió geopolítica dels seus dirigents. Aquesta idea va ser seriosament considerada pel rei particularment després de la mort de la seva mare, la reina Maria I de Portugal, durant el març del 1816, que estava mentalment inhibida des de ja feia molt de temps. El príncep regent João (Joan en català) va ascendir al tron amb el nom de Joan VI de Portugal (João VI de Portugal en portuguès). El flamant monarca va donar a la seva política un biaix definitivament americà. Brasil semblava assegurar als Bragança un destí mundial de primer ordre, cosa que el petit regne de Portugal ja no podia oferir.

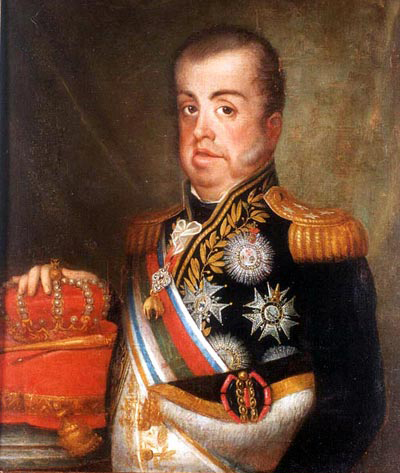
Joan VI de Portugal, el rei del Regne Unit de Portugal, Brasil i l'Algarve, va intentar assegurar-se al màxim que la seva campanya de conquesta a la Banda Oriental, no tingués cap obstacle.

Un decret quasi immediatament va transformar al Regne de Portugal en el Regne Unit de Portugal, Brasil i l'Algarve; El Brasil deixava de ser una colònia i passava a formar el Regne del Brasil, una part essencial de l'Estat. A partir d'aquell moment la política expansiva es va accentuar i la idea d'un Imperi del Brasil va ser alentida i recolzada. Tal política no coincidia amb els plans d'Anglaterra, i es va oposar a través del ministre britànic Lord Strangford, que tenia una gran influència sobre el govern. La diferència va culminar quan el propi rei va demanar a Londres l'abril del 1815 la substitució del diplomàtic, que va obtenir quasi immediatament. Aquestes circumstàncies no van alterar la vella dependència de Portugal, ni després del Brasil Imperial, respecte a la política econòmica de l'Imperi Britànic. Però la relativa emancipació de Joan VI respecte a la potència britànica que fins aquell moment havia controlat de prop la política portuguesa, va permetre executar el seu vell projecte d'envair i annexionar-se la Província Oriental del Riu de la Plata. Els consolidats a Rio Grande do Sul tenien un particular interès en el projecte, ja que per una banda aspiraven a controlar el port ultramarí de Montevideo com a forma de canalitzar la seva activitat comercial (les fortes tendències autonòmiques i fins i tot separatistes de la regió tenien el màxim interès per comptar amb una sortida pròpia que els vinculés al comerç internacional) i per una altra, se sentien preocupats per l'aplicació del reglament rural artiguista aprovat el 1815, que establia la facultat de confiscar les terres dels enemics de la revolució amb la seva falta de respecte al dret de la propietat i al fenomen de repartir-se les terres sota la consigna que els més infeliços seran els més privilegiats. A més, sota el caos imperant a les Províncies Unides del Riu de la Plata, que es van declarar independents després del Congrés de Tucumán, i el "radicalisme" d'Artigas, es considerava a la Província Oriental com un perillós centre de propagació de "l'anarquia" a impulsos de la "montonera" federalista i republicana. No és d'estranyar llavors que el Marquès d'Alegrete, cap militar de Rio Grande, realitzés grans esforços en pro de la conquesta i que els que serien més tard destacats cabdills del separatisme de Rio Grande, Bento Gonçalves da Silva i Bento Manuel Ribeiro, haguessin jugat en aquest un paper de primer ordre (que els vincularia posteriorment als cabdills orientals Lavalleja i Rivera).
També els emigrats espanyols i americans que havien demanat refugi al Brasil van persuadir al rei portuguès i brasiler Joan VI perquè iniciés una campanya militar sobre la Banda Oriental amb la finalitat de conquerir-la. Gaspar de Vigodet, últim governador espanyol colonialista de Montevideo i el fra espanyol Cirilo Alameda van promoure l'aventura amb l'esperança que, un cop obtinguda la victòria, Portugal tornaria aquests territoris al domini espanyol. Els habitants de Buenos Aires unitaris exiliats pel Motí de Fontezuelas, encapçalats per Carlos de Alvear esperaven una derrota d'Artigas, líder del Partit Federal subministrant a la cort Portuguesa-Brasilera tota classe d'informacions, amb el que van donar suport als seus plans de conquesta. I els orientals antiartiguistes (Mateo Magariños, José Batlle i Carreó) van fer també un important esforç al respecte. Nicolàs Herrera va tenir una importància particular, ja que reunia el doble caràcter d'oriental enfrontat a Artigas i d'exsecretari del govern d'Alvear desplaçat el 1815. Herrera va arribar a Rio de Janeiro exiliat, en desgràcia i en bancarrota, però va ser capaç de persuadir a Antonio d'Araujo i Acevedo, comte de Barca, un dels principals consellers de Joan VI. Aviat els responsables de la política Portuguesa-Brasilera van apreciar els coneixements de l'advocat oriental respecte a la geografia i la realitat política de la província que es volien annexionar.
Herrera també va subministrar dades militars de gran importància al representant espanyol a Rio de Janeiro; Un informe sobre les forces militars que disposava laBanda Oriental i la província d'Entre Ríos, com també l'estat de les tropes:
| « | * Primera divisió sota el comandament de Fernando Otorgués formada pel regiment de dragons de la Llibertat: sis-cents homes. - Segona divisió sota el comandament de Fructuoso Rivera: Cinc-cents homes - Tercera divisió sota el comandament de José Artigas formada pel Regiment de Blandengues: Mil homes - Un altre batalló sota el comandament de Blas Basualdo: Quatre-cents homes. Totes aquestes tropes eren de cavalleria. Estan mal vestides però ben armades. Aquestes dues províncies són les més entusiastes per a la guerra, i tots els seus habitants a excepció d'una petita part s'havien d'unir immediatament a les tropes d'Artigas, i engreixaran el seu nombre en cas d'invasió. Aquestes tropes eren valentes i d'una constància admirable; No tenien disciplina de cap mena ni coneixien cap altra formació que la de ficar-se en ala. Feien la guerra a l'estil dels cosacs, devastant tot el terreny que havien d'ocupar als seus enemics i carregant-los al descuit; Però no presentaven mai batalla excepte quan consideraven que hi havia una gran superioritat numèrica. | » |

Per això el van designar ajudant del general Lecor, encarregat de dirigir la invasió.

### La complicitat del directori unitari
El principal inconvenient de la campanya de conquesta residia en la possibilitat que les Províncies Unides del Riu de la Plata reaccionarien en defensa d'un territori que formava part del país des dels seus orígens. Sens dubte, a Portugal no li convenia en absolut que l'annexió de la Província Oriental tingués com a conseqüència una guerra de difícil resolució amb la totalitat de les províncies del Riu de la Plata. Segons alguns historiadors uruguaians com Washington Reyes Abadie, Oscar H. Bruschera, Tabaré Melogno i de l'argentí Raúl Scalabrini Ortiz, aquesta seguretat li va donar en primer lloc, Manuel José García enviat de les Províncies Unides davant Anglaterra i la cort Reial Portuguesa establerta a Rio de Janeiro, citat amb la finalitat d'evitar que donessin suport a l'Imperi Espanyol en uns moments en els quals intentava recuperar les colònies independitzades. La correspondència de Manuel José García reflectia clarament el seu pensament contrari a què la Banda Oriental integrés les Províncies Unides del Riu de la Plata, així com la seva pragmàtica acceptació de les diverses alternatives per a aconseguir aquest objectiu.
| « | És un error imaginar algun projecte de sòlida prioritat, mentre les seves bases no s'estableixen sobre les runes de l'anarquia que actualment ens devora. Estic persuadit, l'experiència sembla haver demostrat que necessitem la força d'un poder estrany, no només per a acabar amb la nostra contesa, sinó per a formar-nos un centre comú d'autoritat, capaç d'organitzar el caos en què estan convertides les nostres províncies (...). El poder que s'ha aixecat a la banda oriental del Paranà va ser mirat des dels primers moments de la seva aparició com un tremend contagi (...). En tal situació és precís renunciar a l'esperança d'acabar amb les nostres mans la font de tants mals. Però com que ells són igualment terribles als governs veïns, d'aquí prové que alarmat aquest ministeri dels progressos que sobre el Govern de les Províncies Unides va fent el cabdill dels anarquistes, no ha pogut menys que presentar a Sa Majestat Fidelíssima (Rei del Regne Unit de Portugal, Brasil i Algarve) la urgència de remeiar en temps tantes desgràcies i sa majestat sembla haver-se iniciat a empènyer el seu poder en extingir fins i tot la memòria d'aquesta calamitat, fent el bé que deu als seus vassalls i un benefici als seus bons veïns que creu li serà agraït. | » |

En un altre ofici, Garcia deixava clar encara més el paper que li assignava de les forces portugueses al Riu de la Plata:
| « | D'ençà que vaig arribar a aquesta Cort vaig procurar posar-me a la mateixa direcció dels successos polítics i dels interessos polítics d'aquells amb qui havia de tractar, doncs, no tenint cap força per a aturar aquells i alterar aquests, hauria sét desfet en el cas d'aventurar un xoc. Així doncs, el meu empeny va ser combinar els interessos peculiars d'aquestes províncies amb els de les estrangeres de neutralitzar ja que no era possible destruir els principis de l'oposició. Els resultats fins aquí són els següents: - Suavitzar les impressions que un sistema exagerat de llibertat popular havia fet sobre el cor dels sobirans constituïts i recolzats a més per l'opinió del món civilitzat. - Conservar la bona harmonia i les relacions mercantils, que essent fruit de transicions celebrades en circumstàncies totalment diverses de les actuals, haurien naturalment d'alterar-se amb elles. - Desviar del govern de Buenos Aires el cop que els procediments anàrquics del cabdill de la Banda Oriental estava preparant. - Contribuir d'aquesta manera perquè les operacions militars sobre aquesta província es modifiquin de forma que siguin útils per les altres, tant per l'aniquilació del poder anàrquic d'Artigas com per la preparació d'un ordre de les coses millor que el que mai va poder tenir l'anarquia ni esperar-se d'una subjugació enterament militar. - Posar així a aquests pobles en aptitud d'aprofitar-se dels avantatges d'una varietat d'interessos a les potències interessades en el cessament de les seves oscil·lacions per fer una mudança amb més dignitat, seguretat i profit, a la qual en qualsevol altre cas serien fossats irresistiblement sense cap condició | » |

Segons alguns escriptors uruguaians, Garcia amb el seu ideal unitari i intervencionista va usar tots els seus medis disponibles per a influenciar al rei portuguès, avisant-lo que el govern de Buenos Aires no prendria accions militars per a conservar el territori oriental. Respecte al paper de Juan Martín de Pueyrredón, qui assumiria el 1816 el càrrec de director suprem de les Províncies unides en substitució d'Alvear, es diferenciava de l'unitarisme radical del qui havia comissionat a Garcia perquè no tenia força suficient per a sotmetre al moviment federal que s'estenia ràpidament sobre les províncies; Pueyrredón, com els anteriors governants de Buenos Aires, veia amb bons ulls la derrota de l'artiguisme a qui continuava considerant una expressió de la barbàrie i del federalisme.
L'actitud de Pueyrredón va ser ambigua davant la invasió portuguesa, responent per una banda al fet positiu que la mateixa implicava a la lluita de Buenos Aires contra el federalisme i l'artiguisme en particular, però per una altra banda també a l'opinió pública de Buenos Aires que s'oposava massivament a la segregació de la Banda Oriental i als interessos britànics que pretenien la conformació d'un petit estat independent.
En definitiva, Pueyrredón com a director suprem va col·laborar en la invasió, no només perquè no va declarar la guerra al Regne Unit de Portugal, Brasil i Algarve davant l'ocupació d'una part del país que governava, sinó perquè a més, va atacar de forma constant a les províncies de la Lliga Federal que es van veure inhibides de col·laborar amb la defensa del territori oriental organitzada per Artigas. Per això també van succeir posteriorment fets que no es poden ometre, entre ells la intransigència d'Artigas, que es va negar sistemàticament i fermament a reconèixer l'autoritat del Director Suprem de les Províncies Unides del Riu de la Plata, el que va portar a aquest a la convicció de què el cabdill oriental era intractable.
Pueyrredón expressava una línia política que mantenia diferències amb el partit unitari predominant a Buenos Aires des del 1812, i es va prendre amb bastant preocupació la invasió portuguesa de la Banda Oriental sense que hi hagués raons objectives per a assegurar que aquesta actitud va ser aparent.
En primer lloc, va enviar a Nicolàs de Vedia a entrevistar-se amb Lecor, portant un ofici per assegurar que la invasió no continues cap a Entre Ríos, però tenia instruccions de guardar respecte de Buenos Aires d'una estricta neutralitat. El comissionat de Buenos Aires va tornar amb una carta amb la seguretat que l'aventura portuguesa no passaria de la Província Oriental del Riu de la Plata, obtinguda en les seves converses amb Nicolàs Herrera. Després, Pueyrredón va enviar algunes armes i subministraments de guerra a Artigas (d'escàs volum però com a testimoni de bona voluntat; Tres-centes muntures i cent quintals de pólvora). Va emetre un emprèstit de dos-cents mil pesos per a despeses militars i va constituir una comissió de guerra encarregada d'organitzar el possible conflicte.
Alguns historiadors argentins justifiquen aquestes accions portades a terme pel Director Unitari, formulant el següent judici:
| « | Essent un perill per a ambdós veïns l'actitud d'Artigas, encara ho era més per a la República Argentina, doncs mentre existís aquest focus dissolvent d'anarquia crònica era impossible tota organització nacional i efímera i tota combinació política o militar. En vista d'aquest problema que les armes havien sét imponents per a resoldre el curs de la revolució. Uns van creure que les Províncies Argentines no tenien forces pròpies per a triomfar contra Espanya i van buscar per la diplomàcia la participació directa d'altres nacions. Altres es van persuadir que ells no tenien elements de govern propis i van buscar la salvació de la monarquia, amb la participació de les grans potències europees, sense excloure Espanya, sobre la base de la independència garantida. Alguns van anar més enllà i considerant que l'anarquia era el pitjor de tots els possibles mals i que el mal era incurable, es resignaven a ser colònia de Portugal abans de sotmetre's al jou espanyol. | » |

## Planificacions de la guerra

### Pla militar de les tropes lusobrasileres
L'exèrcit lusobrasiler en total comptava entre deu mil i dotze mil homes, perfectament armats i disciplinats, veterans de les guerres napoleòniques. Un efectiu servei d'espionatge va permetre determinar amb precisió els principals passos d'Artigas i una cura estricta de tots els detalls, amb trenta metges al servei sanitari. Els primers transports van arribar a Rio de Janeiro a finals de març de l'any següent. La resta de la divisió ho va fer a finals de març de l816. La divisió estava a les ordres del general Carlos Frederico Lecor. El 13 de maig del 1816, el dia de l'aniversari del nou rei, Joan VI de Portugal que observava amb afalac i sorpresa les seves noves tropes d'invasió.

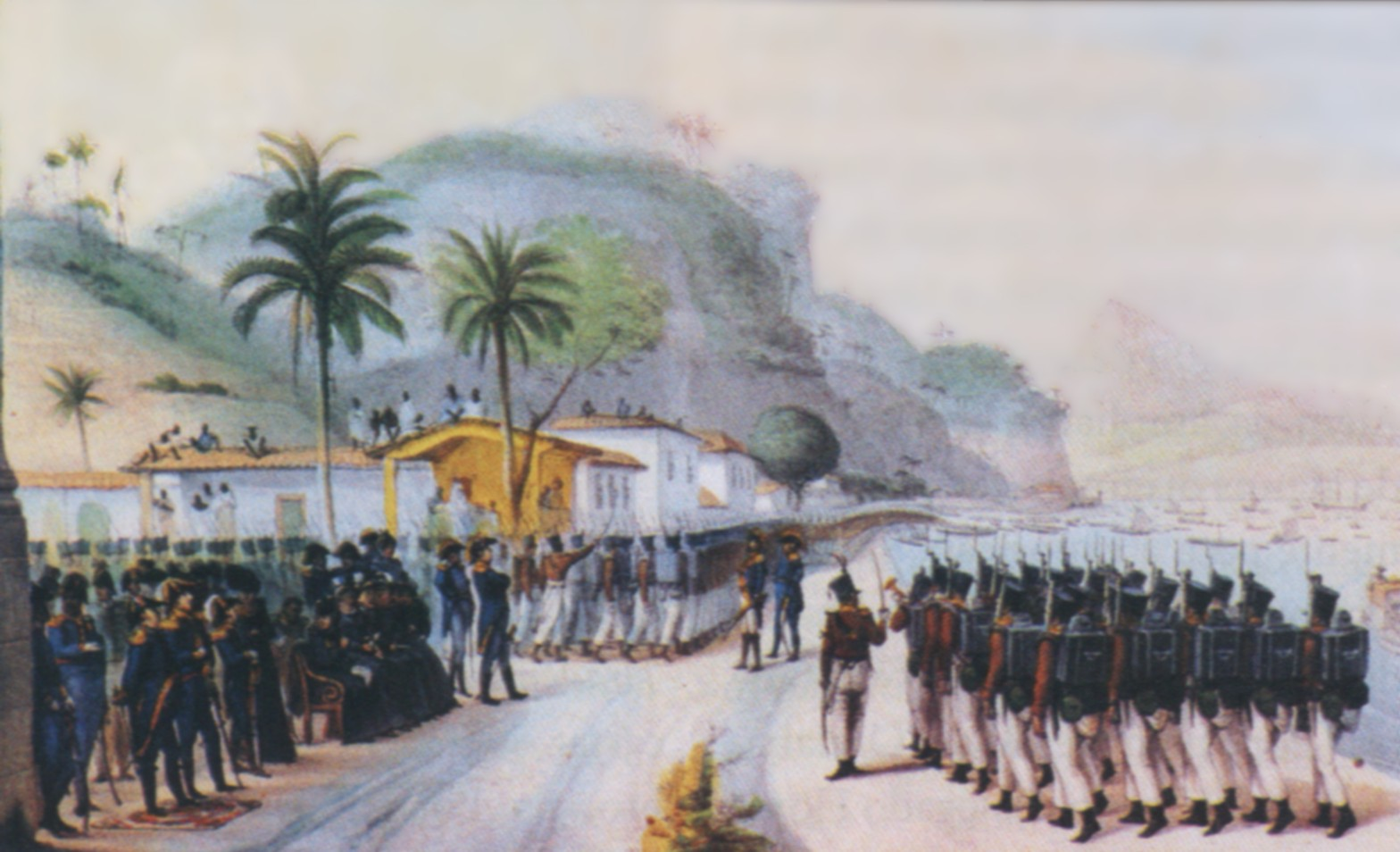
Embarquement des troupes a Prahia Grande pour l'Expedition contra Monte Video (1816), de Jean-Baptiste Debret, mostra com el rei Joan VI de Portugal passa revista, pel seu aniversari, a les seves tropes destinades a la invasió de la Banda Oriental.

El pla d'operacions comportava obrar ofensivament envaint la Banda Oriental i la Zona de la Mesopotàmia Argentina:
| « | Les tropes Portugueses del Rio Grande do Sul entraran per Misiones, passaran a l'Uruguai i aniran a atacar a Corrientes, que és el principal lloc fortificat que Artigas té al riu Paraná. Després, baixant riu avall, no tindran dificultat per a prendre la Província de Santa Fe, que és la clau del passatge per al marge meridional del riu de la Plata. Així quedarà plenament tallada la retirada d'Artigas per l'interior del país; Encara que tingués allí, el que no té allí són amics que l'acullin i el protegeixin. Si anés amb les seves tropes a Montevideo a lluitar contra els portuguesos, deixa el mateix Montevideo, Colonia del Sacramento, Maldonado i tot el marge dret del Riu de la Plata sense forces per a resistir el desembarcament de cinc mil homes, que per mar allí arribaran de Rio de Janeiro; I col·locant entre dos exèrcits, cadascun d'ells superior al seu. Artigas no té medis per a resistir. | » |

Les Instruccions de Sa Majestat el rei Joan VI al general Lecor, subscrites pel Marquès d'Aguilar el 4 de juny del 1816 eren particularment il·lustratives per al coneixement dels mòbils i propòsits de l'acció portuguesa a la Província Oriental i sobre els territoris platenses. Respecte al Cap dels Orientals (Artigas), es prevenia a Lecor que encara que tenia tota la força suficient per a batre al dèspota d'Artigas, convenia donar proves d'humanitat sempre que no es perjudiqués l'assossec públic, pel qual podria tractar amb Artigas si ell ho pretenia, sota les següents condicions: 
- Que es dissolgués el cos del qual n'era el cap.
- Que aniria a residir a Rio de Janeiro o al lloc que Sa Majestat li permetés.
- Se li atorgaria un sou que no excedís al de coronel d'infanteria portuguesa i se li permetria vendre les seves propietats i béns.

En refèrencia als oficials i tropes dels cossos artiguistes, podria admetre'ls a les files lusobrasileres, segons el seu criteri; I com a cadets a tots aquells joves pertanyents a les famílies de Montevideo.
Per acabar se li recomanava molt especialment conservar amb el govern de Buenos Aires, la més estricta neutralitat, i en el cas que se li demanés alguna explicació sobre l'objecte de les seves marxes, faria entendre que no ha de passar a l'altre marge del riu de la Plata, fent a més totes les explicacions amb reserva i delicadesa. L'endemà d'expedir-se aquestes instruccions, el 5 de juny del 1816, Joan VI designava a Lecor governador i capità general de Montevideo. En comunicar-li la seva designació li deia:
| « | Tenint-vos encarregat del comandament de les tropes que mani marxar cap al sud i dirigir-se no a la plaça de Montevideo, devent aquella plaça i capitania, després que sigui ocupada per les meves tropes, ésser governada en el meu Reial Nom per persona autoritzada per mi a aquest efecte, vaig ser servit per decret d'aquesta data nomenar-vos governador i Capità general de la citada plaça i capitania de Montevideo, que així formarà una capitania amb govern separat | » |

#### Les divisions lusobrasileres
La preparació de la invasió lusitana havia començat ja a mitjans del 1815. Tal com ho havia comunicat el príncep regent de la Cort de Madrid, en oportunitat d'anunciar-se a l'enviament de l'expedició espanyola de la reconquesta del Riu de la Plata, va ser traslladada al Brasil la Divisió de Voluntaris Reials (Divisão de Voluntários Reais en portuguès) que representava al cos d'elit de la invasió i que era comandada pel mateix Lecor. En la mateixa actuava com a assessor l'anglès William Carr Beresford, fet mariscal pel regent. Beresford va preparar el pla militar de la invasió, confiant la invasió per terra a Lecor i la invasió per mar al comte de Viana. Estava formada per dues brigades, sota el comandament del brigadier Jorge de Avilez Zuzarte de Sousa Tavares i Francisco Homem de Magalhães Pizarro, constituïdes, cadascuna d'elles de dos batallons de caçadors de vuit companyies, tres esquadrons de cavalleria i parc d'artilleria; en total quatre mil vuit-centes trenta-una peces. Aquesta divisió de Voluntaris Reials comptava en total amb sis mil homes. Lecor va decidir modificar l'ordre de les operacions -a pesar del prescrit en les minucioses instruccions abans esmentades- per temor a les pamperades del trànsit i des de Santa Catarina movent els seus efectius per terra fins a Porto Alegre, on va concentrar un nou pla amb el Capità General del Rio Grande, el marquès d'Alegrete. Segons el mateix, el propi Lecor al capdavant dels voluntaris Reials, marxaria per la ruta del litoral atlàntic, en direcció a Maldonado i Montevideo. La divisió de Voluntaris Reials que també s'anomenava Columna Sud o Divisió Lecor havia de ser protegida i flanquejada per l'esquadra naval sota el comandament del comte de Viana.

Després la Divisió del general Bernardo Silveira envairia Cerro Largo tenint per objectiu Paysandú i la missió de protegir el flanc dret de Lecor, essent el seu efectiu de dos mil homes amb part dels voluntaris reials i vuit-cents milicians de cavalleria de Rio Grande.
El tinent coronel Abreu, amb sis-cents cinquanta homes acudiria en reforç del coronel Chagas, a les Misiones Orientales, tenint com a objectiu avançar sobre les Misiones Orientals i la Província de Misiones.
Mentrestant el major Jardim asseguraria les comunicacions entre aquests dos caps i vigilaria les tribus Xarrúes i Minuanes a les ganivetades de Santa Ana i Haedo.
Per acabar una gran reserva sota el comandament del tinent general, Joaquín Javier Curado, romandria al Ibirapuiá Chico, en condicions d'acudir al suport de qualsevol dels altres contingents. Estava integrada per dos mil homes i onze peces d'artilleria.

### Pla d'Artigas
Artigas va tenir coneixement a la primera quinzena del gener del 1816 dels propòsits de Portugal. El cabdill intuïa això, per diverses cartes que ell havia interceptat i en veure una important carta datada a Rio de Janeiro no va dubtar en fer-ho saber al cabdill missioner Andresito Guazurarí. El mateix dia 11 de gener en el qual avisava a Barreiro, va dirigir un ofici a Andresito Guazurarí, fent-li saber dels preparatius portuguesos i impartint-li instruccions:
| « | Els portuguesos es mouen contra nosaltres segons les notícies privades que tinc i aquesta última carta que s'ha rebut de Rio de Janeiro. En conseqüència és precís anar-nos preparant a poc a poc i posar-nos en termes de contenir els esforços d'aquesta potència, a qui com tan veïna hem de suposar-la més enemiga per l'experiència que tenim dels seus procediments innocus, i majoritàriament quan sé que el seu pla és decidit d'ocupar tot el que divideix la costa oriental del Paraná. Pel mateix des d'aquesta data prohibeix tot el trànsit de l'altre costat a aquest i d'aquest a aquell, impedint el trànsit a tot portuguès que vingui o vagi a diligències | » |

També l'ofici deixava indicacions de què es retirés de Candelaria, deixant allí una partida d'observació al Paraguai per a situar-se a Santo Tomé esperant allí les providències i observant els moviments del Paraguai i Portugal. Des d'allí cobriria La Cruz, Yapeyú i altres pobles en perill de ser envaïts. Així serà més fàcil l'aliment de les tropes i la cura especial que haurien de tenir els oficials perquè no perjudiquin el veïnat. Dos dies després circulaven la mateixa notícia a totes les autoritats - caps i alcaldes ordinaris - de la província:
| « | Incloc a vostè les notícies que acaben d'arribar de Janeiro, tot i que no sé si és certa, almenys hi ha motius per a creure-ho, i pel mateix, el menester estem previnguts que hem de defensar el nostre territori fins a vessar l'última gota de sang | » |

Ràpidament el cabdill oriental va adoptar una sèrie de previsions, el ritme de les quals es va anar intensificant en els mesos posteriors. Es van organitzar cossos de cavalleria; Es van distribuir guàrdies en els passos estratègics; Es va disposar la concentració de cavalleria i la requisa d'armes i municions; L'elaboració de pólvora als pobles missiones; L'enviament de tota classe d'armes i pertrets a Purificación del Hervidero que seria el centre de suport i recursos, la interrogació dels sospitosos i l'afusellament dels que conspirin contra la pàtria.
La correspondència d'Artigas amb el Cabildo i amb Miguel Barreiro informava detalladament sobre les disposicions del cabdill en aquells moments, en què ordenava no interrompre els assumptes de dret, en el greu de les meves atencions, ja que la guerra ha d'ocupar per ara tot el nostre empeny. I com a complement indispensable per al soldat cinc raimes paper, cent rotllos de tabac negre.
Quan als enemics, ordenava que el que conspirés contra la pàtria fos immediatament afusellat i que s'advertís com a sospitós i capaç de perjudicar-los, assegurant-se de posar segur de tota temptativa. I respecte als portuguesos que es trobessin com a transeünts en aquest destí, recomanava aprofitar els seus interessos per augmentar els fons de l'Estat i amb aquests sostinir la guerra.
Quan va tenir la seguretat va concebre un pla estratègic en matèria militar consistent en forçar el riu Uruguai per sobre del riu Ibicuy i entrar a les seves poblacions portant la guerra al territori del Brasil, amb la finalitat de tallar les comunicacions i aïllar-los de les seves reserves i fonts d'aprovisionament i recursos. El pròcer va explicitar això en un dels seus oficis del 1816 amb Andresito Guazurarí i Miguel Barreiro. Es manifestava cap a Andresito Guazurarí amb la finalitat que si ells es preparaven per a fer una altra temptativa per alguna banda, era necessari robar-los la tornada i entrar-los-hi per una altra.
Barreiro li comunicava que era necessari obrir la campanya contra ells i aconseguir primer descompassar totes les seves idees i li anunciava un moviment aviat i general a tota la línia; Els cops més ràpids i forts havien d'experimentar-se a Misiones, fet que crearia dificultats als portuguesos per obrar sobre Montevideo. El moviment general s'ha de fer amb la major brevetat i sorpresa possibles, amb la finalitat de la qual volia impartir les ordres i cauteles convenients, pel qual tenia la necessitat de què se li comuniqués qualsevol notícia per a poder dirigir els moviments amb la rapidesa que li demanessin les circumstàncies.
Mentrestant a Fernando Otorgués li ordenava la ruta d'invasió del riu Yaguarón, reforçant el seu regiment amb les milícies de Cerro Largo.
Entre aquestes mesures Artigas va disposar la creació dels cossos Cívics i de Libertos. El cos de Cívics estava format per sis companyies, una d'elles de granaders i l'altra de caçadors. Aquesta unitat estava sota les ordres directes del Cabildo de Montevideo, essent el seu cap el sergent major Manuel Campos Silva, figurant entre els oficials més distingits de la zona. L'efectiu de tota la unitat, incloent-hi la plana major era de trenta-un oficials, vint-i-cinc sergents, trenta-tres caps, tres tambors i tres-cents vuitanta soldats. El cos de Libertos estava format per esclaus entregats per cada propietari proporcionalment a les seves disponibilitats. El seu comandant era Rufino Bauzá, qui també va ser l'encarregat d'organitzar-lo l'agost del 1816.

#### Organització militar de les tropes artiguistes
Artigas també va fraccionar el territori de la Banda Oriental en cinc zones militars, cadascuna sota el comandament d'un general:
- La primera zona, ocupava un territori que anava des de Montevideo fins al riu Santa Lucía, contant aquesta zona amb mil sis-centes seixanta-una places (pobles, ciutats i vil·les). Estava controlada pel comandant Manuel Francisco Artigas, a qui el seu germà el va oficiar al respecte. Li va recomanar especialment que la construcció de la Cavalleria Cívica es fes per partits i esquadrons, amb la finalitat d'assegurar la seva necessària cohesió.
- La segona zona militar anava des del riu Santa Lucía fins al riu Yi i el Río Negro, essent el seu comandament Tomás García de Zúñiga.
- La tercera, també anomenada la de l'Est, tenia principalment el departament de Maldonado i el seu comandant era Ángel Núñez.
- La quarta zona comprenia a Colonia del Sacramento, el comandant de la qual era Pedro Fuentes.
- La cinquena zona comprenia a Soriano i el seu comandant era Miguel Gadea.[22]

El cabdill oriental, per a la resistència tenia entre sis mil i vuit mil homes en armes, tot i que alguns eleven la xifra a nou mil o deu mil, en la seva majoria milícies i guerrillers però sense disciplina militar i armats precàriament. Per això mateix posseïen una gran cavalleria però escassa infanteria. La xifra inclou també uns tres mil guaranís.
En conclusió, dins d'un marc polític defensiu va muntar un pla estratègic ofensiu, tractant de portar la guerra al territori enemic, planejant un contra-cop, per a colpejar-lo al seu punt més dèbil i més sensible, les seves línies de comunicacions. Per aconseguir les forces necessàries per al compliment de la seva maniobra, va combinar l'acció ofensiva al nord amb una defensiva elàstica al sud de la Banda Oriental.

#### Planificacions militars al sud de la Banda Oriental
Artigas anunciava les mesures preses per a la concentració de tropes al nord, però no descuidava el sud, on es reiteraven les ordres "que surti el senyor Frutos amb cent homes" a cobrir Maldonado i reforçar el punt de Santa Teresa, que se li remetessin amb urgència cent quintals de pólvora, bales de fusell, pedres d'espurna, etc. El comandant Fructuoso Rivera va haver de marxar a Maldonado amb la seva segona divisió d'infanteria oriental per a operar de forma conjunta amb Otorgués, des d'allí posar-se en activitat cap a la Santa Teresa o cap a la capital si continuaven els bucs cap aquest destí (és a dir, si desembarcaven a Rio Grande i avançaven per terra). Manuel Artigas volia entrar amb dos esquadrons a Montevideo i armar amb la gent d'aquesta, o amb un altre esquadró de cavalleria, mentre que el tren volant havia de situar-se a Canelones, on es formarien també dues campanyes cíviques per a la seva custodia. I acabava amb una nota optimista: Compto amb uns vuit mil homes pel cap baix per obrir la campanya; Si aconseguim que els primers resultats siguin favorables, crec que Portugal s'ho mirarà molt bé abans d'insistir en aquesta empresa.

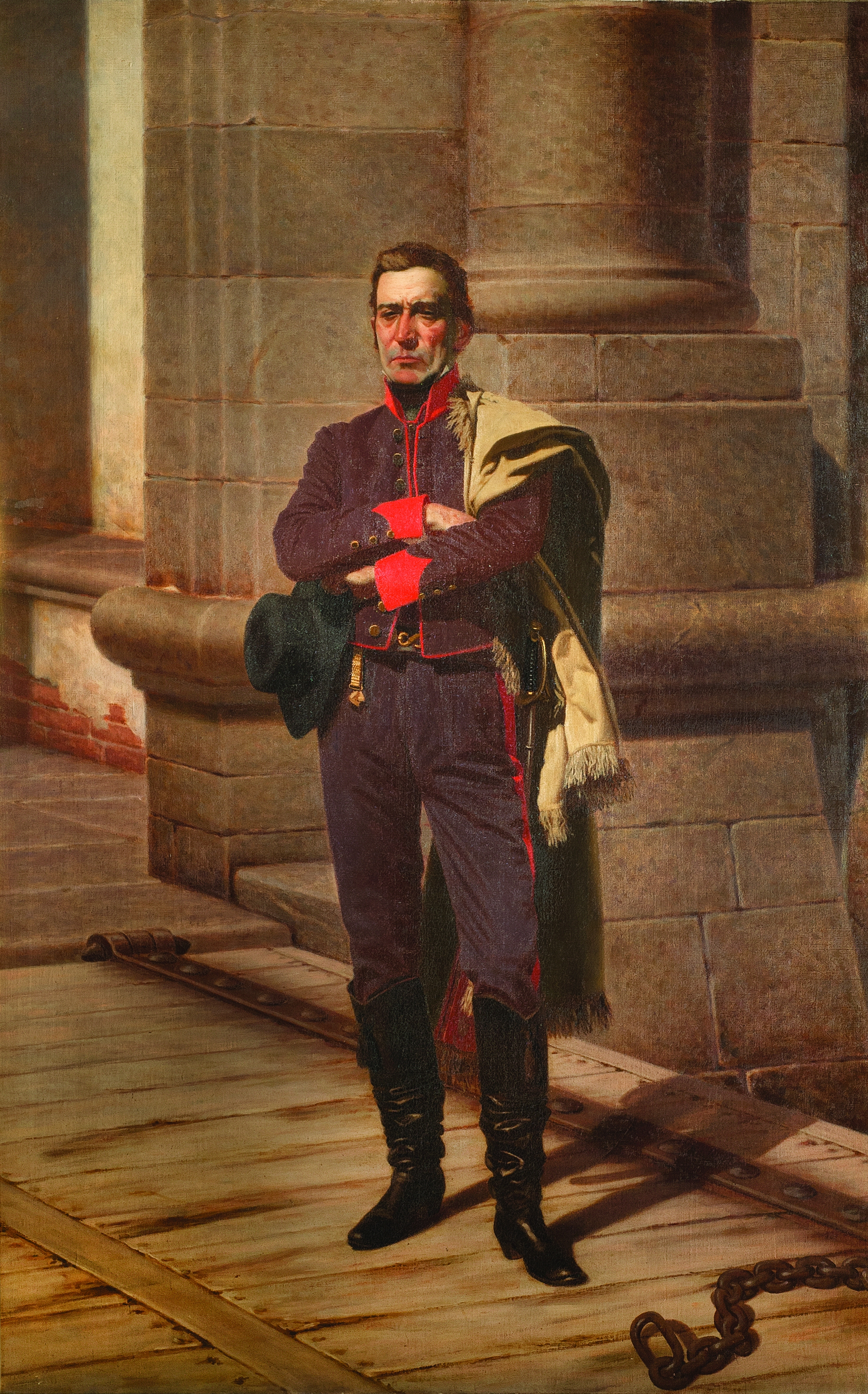
Artigas a la Ciudadela (1884), quadre de Juan Manuel Blanes

Rivera, situat al departament de Maldonado havia de vigilar la ruta d'Angustura, mentre que Fernando Otorgués, que estava situat a les mediacions de Melo, cobriria la línia d'invasió de la Cuchilla Grande.

#### Planificacions militars al Centre de la Banda Oriental
L'agrupament central, fraccionat en dos destacaments avançaria en direcció a San Diego, quarter general dels portuguesos.
El destacament d'Avantguarda, a les ordres de Latorre, amb tres mil quatre-cents homes, tenia com a missió, abatre al marquès d'Alegrete.
Artigas després enviaria un destacament sota el seu propi comandament, en reserva per a recolzar i dirigir el moviment invasor de Latorre.

#### Planificacions militars al nord de la Banda Oriental
Artigas tenia preparada la campanya que formaria al nord per a aturar l'avenç lusobrasiler, calculant amb precisió tots els moviments que havia de realitzar. El capità Miño, que es trobava a Candelaria en observació dels paraguaians, va rebre ordres de traslladar-se a Apóstoles. Havia de travessar el riu Uruguai davant de Concepción de la Sierra, o per on disposés Andres i operar a les Misiones Orientals, donant suport a els seus moviments amb els d'aquest últim, que envairia amb dos mil homes armats, travessant el riu Uruguai per Santo Tomé per sorprendre i atacar São Borja, alliberar els pobles de Misiones i continuar fins a la boca del Monte Grande; En cas de no poder passar per Santo Tomé, havia de fer-ho més avall eventualment per Yapeyú i buscar contacte amb Berdún.
Sotelo i el tinent Riqueme, amb la difusió que formaria a Yapeyú creuarien per allí a l'Uruguai i obrarien des del costat de Santa María. José Antonio Berdún, avançant amb les divisions d'Entre Ríos, des de Concepción del Uruguai cap al nord, per la costa occidental del riu Uruguai per Belén, transposar el riu Cuareim i atacar cap a Ñanduí, franquejant tots els racons que hi ha entre el Riu Cuareim i el riu Ibicuy.
Artigas passaria al riu Cuareim havent d'auxiliar-se recíprocament amb la columna Sotelo-Riquelme (Yapeyú) per a unir-se sobre el pas de Santa María on hi hauria el campament dels brasilers, i reunir-se amb Otorgués a Santa Tecla. En l'esforç bèl·lic que va exigir l'enfrontament de la invasió lusitana, tots els pobles de la Lliga Federal del territori inclòs al riu Uruguai i riu Paranà van ofrenar onerosos sacrificis de sang. A la proclama que el 9 de juliol del 1816 va dirigir el governador Juan Bautista Méndez als seus paisans de Corrientes, afirmava que faria una injustícia irremissible al vostre patriotisme si dubtes un moment de la nostra energia i puntualitat en sostenir els sagrats drets que hem jurat sostenir als peus dels altars, i que en conseqüència, havia de mirar-se a tot veí estant i habitant dels territoris sota el meu comandament com a soldat de la pàtria.
Méndez va marxar al teatre de successos, prenent posicions a la línia general ideada per Artigas. A les forces de Méndez s'hi van unir milicians de tota la Província de Corrientes, sobretot després que les victòries de José d'Abreu Mena Barreto obliguessin a reforçar els efectius. El sacrifici de Corrientes va haver de renovar-se, després, quan van haver d'enfrontar-se a la defensa del territori, amenaçat per la invasió portuguesa que es desplegava victoriosa a la Província de Misiones.
Espanya en assabentar-se de la intenció de Portugal d'annexionar-se la Banda Oriental, un territori del qual encara no en reconeixia la independència i que per tant considerava seu, va protestar davant la Quàdruple Aliança. Aquesta aliança era un pacte vigent entre 1815 i 1830 signat entre Àustria, Prússia, Rússia i Anglaterra després del final de les guerres Napoleòniques com a pacte de seguretat contra França i per a evitar una nova guerra europea. Espanya considerava que el Tractat de Tordesillas del 1494 establia clarament que la Banda Oriental era territori espanyol i que qualsevol intent d'invasió per part de Portugal seria una violació del tractat. Portugal va defensar davant de l'aliança que amb la finalitat de pacificar la zona i evitar l'avenç de l'anarquia era necessària la seva intervenció i que retornaria els territoris ocupats tan bon punt s'hagués estabilitzat la zona. La resta de països van creure l'argument de Portugal i no van donar cap suport a Espanya.

## Desenvolupament de les accions bèliques terrestres

### 1816
La lluita va començar el 28 d'agost, quan l'avantguarda de l'exèrcit de Carlos Frederico Lecor, sota el comandament del mariscal Sebastião Pinto de Araújo Correia va ocupar la Fortalesa de Santa Teresa que es va rendir després d'una forta resistència., advertint en una proclama que els generals portuguesos tenien instruccions de tractar als orientals com als seus fills.

#### Front Militar Al Nord
Un cop informat Artigas de la invasió de Lecor, va manar posar en marxa el seu pla. Complint-lo, Andresito va reconquerir les Misiones Orientals anant cap a l'antiga reducció jesuïta de São Borja amb l'objectiu de conquerir-la. Mentre que l'alferes Pantaleó Sotelo va travessar la part alta del riu Uruguai brindant-li suport a les tropes del general Andresito Guazurarí.
L'avenç d'Andresito cap a São Borja es va fer imparable. El 12 de setembre Andresito va traspassar el riu Uruguai pel pas d'Itaqui, produint-se la primera escaramussa contra les forces portugueses que intentaven impedir l'encreuament. L'endemà les forces d'Andresito van aconseguir la victòria de San Juan Velho i el 16 de setembre, la del Rincón de la Cruz, triomfs que feien possible l'avenç a São Borja, quarter general del brigadier Francisco das Chagas Santos, un vell rival.
Mentrestant Joaquín Javier Curado, que es trobava al Riu Gran del Sud marxava cap al riu Santa María avançant destacaments amb pocs efectius amb missions de reconeixement i cobertura.
Per aturar l'avanç del comandant José Antonio Berdún, que va avançar pel riu Cuareim, Curado va destacar al brigadier Da Costa Revello, però la seva cerca va resultar infructuosa. Al mateix temps, Curado va desprendre una partida a les ordres del tinent coronel José de Abreu Mena Barreto per atacar a les tropes de Sotelo, tractant d'impedir que les forces de Sotelo i Andresito aconseguissin unir-se.
El propi Curado va avançar fins als marges del riu Ibirapuitã Chico des d'on va llençar un destacament sota el comandament del comandant Alejandro Queiró a la Ganivetada de Santa Ana a les costes del riu Cuareim, xocant el 22 de setembre amb l'avantguarda de l'exèrcit d'Artigas sota les ordres del comandant Gatel. Les tropes artiguistes van aconseguir la victòria després que el comandament Queiró és batis en retirada cap al gruix de la seva divisió, en la que posteriorment s'anomenaria batalla de Santa Anna.
Sotelo va travessar el riu Uruguai a Yapeyú per a poder desembarcar a Misiones Orientals, la província on es trobava Andresito. Mentre el travessava va ser atacat per sorpresa el 21 de setembre per Abreu, que li va prendre mil cinc-centes reses i bastants cavalls, obligant-lo a tornar novament a la part occidental del riu Uruguai. Mentre que Sotelo estava a les primeres instàncies incapaç d'agrupar-se amb les tropes d'Andresito, aquest va implantar el mateix dia 21, un setge sobre la reducció de São Borja.
Sotelo, un cop a Corrientes, es va reorganitzar i va intentar un nou avenç més al nord del riu Uruguai, davant a la barra del riu Ibicuy, utilitzant petites embarcacions. Atacat novament en tals circumstàncies per Abreu, es va veure obligat a desistir dels seus propòsits progressant pel marge dret del riu Uruguai amb la finalitat de reforçar a Andresito que assetjava São Borja, el seu poble natal. Després de 13 dies de setge, el 3 d'octubre Andresito va ordenar l'atac a la ciutat, però el brigadier Francisco das Chagas Santos que va rebre reforços del coronel José d'Abreu Mena Barreto, va aconseguir derrotar a Andresito a la batalla de San Borja, obligant-lo a tornar a passar el riu Uruguai, amb la finalitat de reorganitzar-se.
Quan Curado es va assabentar d'aquests fets, va decidir atacar a Berdún, destacant al brigadier Joan de Deu Mena Barreto el 13 d'octubre del 1816. Després de cinc dies de marxa, es va assabentar de la posició de Berdú, que avançava cap al nord amb un exèrcit de set-cents homes, procurant protegir a Andresito i Sotelo. Després d'haver interceptat a Berdún, Mena Barreto va esperar un dia més i el 19 d'octubre es va llençar sobre ell derrotant-lo a la batalla d'Ibirocahy després d'una sagnant lluita.
Derrotats tots els tinents d'Artigas, només quedava la columna d'Artigas, a la que Curado va procurar atacar. Per a facilitar les seves operacions, els portuguesos van avançar el seu quarter general fins a la costa del riu Ibaracohi Gran, amb l'objectiu d'apropar-se més als orientals. Artigas es trobava acampant a prop de Carumbé, un riu afluent del riu Cuareim. Curado va encomanar al brigadier Joaquín de Oliveira Álvaez la missió d'atacar-lo. La nit del 24 d'octubre Oliveira Álvarez va iniciar la seva marxa des de la ganivetada de Santa Anna, topant amb les tropes d'Artigas el 27 d'octubre en un lloc pròxim a les puntes del riu Cuareim.
A la batalla de Carumbé el cap portuguès va decidir esperar l'atac artiguista, de l'altre costat del petit rierol, format en batalla, amb l'artilleria al centre de la infanteria i la cavalleria a les ales darrere del centre. El dia 27 Artigas va decidir creuar el rierol adoptant la formació de Corralito, és a dir, mitja lluna. Amb cinc-cents Bladengues, i negres d'infanteria al centre i la cavalleria als extrems; indis Xarrués, Minuans, Guaycurús a la rereguarda, en forma de reserva. Però a l'atacar Artigas, Oliveira va reforçar l'ala esquerra i va contraatacar, desfent el centre oriental i obligant als orientals a retirar-se després de perdre cinc-cents homes, cap al riu Arapey per a reorganitzar les seves forces.
Tres dies després de la Batalla de Carumbé, a les puntes del riu Arapey, Artigas oficiava al governador Miguel Barreiro:
| « | Els enemics ens han fet moltes destrosses amb la seva cavalleria, que sempre ha trencat les nostres ales i la línia d'infanteria per ser senzilles. Escrigui vostè a Fructuoso Rivera que no experimenti el mateix error: Que posi bons oficials i gent de cavalleria, i la infanteria que no batalli en ala sinó que presenti batalla ben reforçada | » |

Amb aquesta derrota de Corumbé, totes les columnes d'Artigas havien set vençudes en el breu període de trenta-sis dies, per un enemic capaç, i ràpid, que havia complert exitosament la missió que se li havia confiat de desbaratar el pla ofensiu d'Artigas, que el coneixien i es van avançar a la seva execució, impedint així la reunió de les seves forces i l'èxit d'un pla ben concebut.

#### La missió Durán-Giró
Mentrestant el govern de Montevideo a través de Miguel Barreiro es va comunicar amb Juan Martín de Pueyrredón a la recerca d'ajuda. Cal recordar-se, que més enllà de les gravíssimes diferències entre l'artiguisme i la política centralista i unitària seguida per les successives administracions de Buenos Aires, la província oriental continuava formant part del país anomenat Províncies Unides del Riu de la Plata.
Pueyrredón va respondre que es proposava enviar immediatament a Montevideo sis-cents fusells, cinc-cents sabres, quatre canyons i dos-cents mil cartutxos, que era una ajuda considerable. Però va condicionar l'entrega d'aquest material i tota la seva actitud posterior davant la invasió, al reconeixement per part dels orientals de la seva autoritat com a director suprem de les Províncies Unides del Riu de la Plata i de la legitimitat de la representació del Congrés de Tucumán al qual la Província Oriental havia de comprometre's a enviar-hi els seus diputats. Tot plegat equivalia a renunciar a la lluita pel federalisme autonòmic.
Barreiro va encomanar llavors a Juan José Durán i a Juan Francisco Giró com a delegats amb poders per a poder arribar a un acord entre les dues parts. Pueyrredón va rebre els comissionats orientals amb grans honors i els va reunir amb una junta extraordinària consultiva integrada per les principals autoritats de l'Estat. Després de ser escoltats els dos diputats orientals, que van donar un panorama de la situació que es vivia, el director suprem va proposar la declaració de la guerra a Portugal si els invasors no es retiraven immediatament. La Junta va rebutjar aquesta proposta i va resoldre en canvi, l'enviament a Rio de Janeiro d'un representant que exigís el reconeixement de la independència de les Províncies Unides i demanés explicacions per la incursió invasora a la Banda Oriental. Pueyrredón llavors va protestar emfàticament contra aquesta decisió a la qual va atribuir covardia i pusil·lanimitat i va afirmar que si no es declarava la guerra com a decisió personal era només perquè no tenia atribucions per a fer-ho. Va demanar que les seves protestes i àcides paraules constessin textualment a l'acta.
Durán i Giró, constrets per la situació dramàtica que es vivia a la Província Oriental, van acceptar les condicions de Pueyrredón i van firmar, el 8 de desembre del 1816 un acord pel qual els orientals reconeixien l'autoritat del Congrés de Tucumán - al que s'hi enviarien diputats - i del director suprem. Aquest, es comprometia a enviar tota classe d'auxilis per a la resistència. El govern de Buenos Aires va comunicar immediatament a les altres províncies els termes del conveni i va difondre el text per tots els medis possibles. Els delegats orientals van enviar immediatament el convingut a Montevideo, i tant Barreiro com el Cabildo sense cap dubte endevinant la reacció d'Artigas van manifestar l'oposició al text. I no s'equivocaven. Artigas, assabentat de la qüestió va enviar una furibunda carta als delegats que contenia una de les seves frases més difoses i alabades:
| « | Per precisos que fossin els poders que vostès revestien en la seva diputació, mai havien de creure's suficients a segellar els interessos de tants pobles sense el seu exprés consentiment. Jo mateix no en tindria prou per realitzar-los sense aquest requisit. I vostès, amb mà serena han signat una acta publicada per aquest govern el 8 del present? És precís o suposa a vostès estrangers a la història dels nostres successos, o creure'ls menys interessats a conservar el sagrat dels nostres drets, per a subscriure uns pactes que envileixen el mèrit de la nostra justícia i cobreixen d'ignomínia a la sang dels nostres defensors. El cap dels orientals ha manifestat en tot el temps que estima massa a la seva pàtria per a sacrificar el ric patrimoni dels orientals al baix preu de la necessitat | » |

L'opinió del cabdill va ser determinant, i el conveni amb Buenos Aires va quedar sense efecte a pesar que el Cabildo de Montevideo va intentar salva'n quelcom a través d'una nova missió encarregada a Tomàs García de Zúñiga. Pueyrredón va manifestar llavors que no enviaria l'auxili promès; A pesar d'això va enviar a Colonia del Sacramento tres-cents fusells, trenta mil cartutxos de guerra i uns altres pertrets de guerra. I va contraatacar proposant un acord mínim: Pau, comerç lliure, devolució de presoners i enviament de diputats amb plens poders per ajustar un tractat firme i estable. Proposava també que Artigas renunciés a la seva autoritat sobre Santa Fe, província que interessava particularment al govern centralista perquè posseïa bons ports fluvials. Per aquestes mateixes dates el director escrivia al Cabildo de Montevideo:
| « | Serà possible que hagi pogut referir-se a la pèrdua d'aquesta plaça interessant (Montevideo) i del seu bell territori en mans d'un estranger (...) abans d'adoptar el sistema d'unitat que regeix la resta de les províncies sota la qual l'individu és amo dels seus drets? | » |

Artigas ni tan sols va respondre a la proposta de Pueyrredón. A partir d'aquest moment Pueyrredón es va considerar alliberat de tota obligació amb un cap que no reconeixia la seva autoritat i es va dedicar a fer-li la guerra a les províncies de la lliga federal amb evident perjudici del combat a la invasió portuguesa. Va intentar també desprestigiar el cabdill oriental i és suposa que va ser qui va encarregar a Feliciano Sainz de Cavia la redacció d'un libel infamant en el qual s'acusava el cabdill oriental de tots els vicis i mals imaginables, que es va publicar i difondre massivament llavors. De fet, als anys següents la política del govern de Buenos Aires va ser la col·laboració amb la invasió portuguesa.

#### Front militar al sud
Al front militar, mentre fracassava l'acció oriental al nord, la invasió continuava pel litoral atlàntic. Després que l'avantguarda de Lecor envaís per l'Est de la Banda Oriental, ocupant la Fortalesa de Santa Teresa, el Comandant portuguès de l'avantguarda Sebastião Pinto de Araújo Correia va establir el seu quarter general en aquesta fortalesa. El cap portuguès va continuar després la seva progressió arribant a la ciutat de Castillos el 5 de setembre. Rivera, des de la seva posició a Maldonado en assabentar-se de l'avenç portuguès va marxar cap a l'est de la Banda Oriental, protegit per petites cobertes que tenien el seu primer contacte amb l'enemic i posteriorment va ser derrotada a l'escaramussa de Paso de Chafalote. L'avantguarda portuguesa va continuar la seva progressió cap a l'Oest, en tant que Fructuoso Rivera observava pas a pas els seus moviments esperant el moment oportú per atacar-lo, tractant d'arribar als últims elements de l'avantguarda enemiga.
Un destacament de l'avantguarda del mariscal Sebastião Pinto de Araújo Correia finalment va topar contra les forces de Rivera, derrotant-lo a la batalla d'Índia Muerta el 19 de novembre, que es va retirar deixant dos-cents cinquanta morts, trenta-vuit presoners, un canyó i altres efectius. Haver presentat batalla contradeia les ordres donades per Artigas, que li havia assignat a Rivera la missió de fustigació i de defensa elàstica. Després de produir-se aquesta derrota les tropes portugueses vencedores a la batalla i comandades pel mariscal Pinto de Araujo van continuar el seu avenç quan van arribar a l'altura del Arroyo Sauce a l'actual Departament de Maldonado, essent les tropes portugueses atacades a la Batalla de Sauce pel comandant Gutièrrez que havia pogut refer-se de la recent derrota. Les tropes portugueses es van veure obligades a retrocedir fugint en desbandada. A pesar d'aquesta victòria de l'exèrcit oriental, Lecor continuava la seva marxa cap a la ciutat de Maldonado, al capdavant del gruix del seu exèrcit. Per la seva part, l'agost del 1816, Rivera va envair el Departament de Cerro Largo, per a atacar a la divisió del brigadier Bernardo da Silveira per Aceguá. Les forces del general Silveira, al seu torn, havien travessat el riu Yaguarón els primers dies de novembre.
Fernando Otorgués, amb la missió d'actuar com a observador d'aquesta divisió, va ser atacat per l'avantguarda portuguesa el desembre del 1816 a l'escaramussa o Combat de Zapallar. Davant la superioritat numèrica de l'enemic, Otorguès es va batre en retirada, deixant les mínimes baixes, cap al Arroyo Cordobés, perseguit de prop per una partida portuguesa. En arribar al Arroyo Pablo Paéz, observant que l'enemic tenia les seves cavalleries molt cansades i que havia desprès temeràriament el gruix, es va donar la volta carregant sobre els portuguesos dispersant-los el 6 de desembre, en la que s'anomenaria batalla de Pablo Paéz. Després d'aquesta acció, Otorgués es va retirar buscant la incorporació de Rivera amb l'objectiu de reunir forces suficients per atacar a Silveira que acampava al Portrero de Casupá. Al riu el Tornero es va incorporar a aquest el general Rivera, amb mil dos-cents homes i dues peces d'artilleria. Les desavinences entre ambdós caps per raons de comandament, van impedir presentar batalla a l'enemic dirigint-se Otorgués cap al riu Yi. Rivera va destacar a Juan Antonio Lavalleja en persecució de Silveira, qui a pesar d'això va aconseguir arribar a Minas. Lliure d'aquest perill, Silveira va continuar la seva marxa cap a Minas prenent la ciutat poc temps després. Afavorit pel terreny i les serralades que envoltaven a Minas, Lavalleja va assetjar als portuguesos la ciutat.
Les victòries portugueses havien frustrat el pla d'Artigas però no havien destruït les seves forces. Curado, després de les trobades amb els orientals, havia disposat un replegament general cap al seu campament d'Ibirapuitá, per a descansar i reorganitzar les seves tropes. El cabdill es va dirigir el 9 de desembre al cabildo de Montevideo, on ja s'incubava el desànim i l'esperit d'entrega a Lecor significant-li que segons els seus informes, marxava per terra i per mar sobre la ciutat i ordenant que tota la guarnició sortís a fora a obrar amb la resta, que ha de fer la seva resistència en campanya, devent a l'efecte tirar per terra els murs i posar en lloc segur tots els articles i útils de guerra perquè aquesta ciutat no tornes a ser suport dels perversos i dels enemics que no es glorifiquen a la seva conservació, si la sort ens prepara un moment favorable.
Mentrestant el Cabildo governador havia refós el govern polític i militar en dues persones, Joaquín Suárez i Miguel Barreiro, per a obtenir major efectivitat. Quan es va saber de l'ordre d'Artigas, el cos de Cívics es va sublevar, van empresonar a Barreiro i van exigir la reposició al comandament del Cabildo. L'anomenada Revolta dels Cívics es va frustrar perquè el cos de Libertos que comandava Rufino Bauzá i la cavalleria que manava Duarte van intervenir en el rescat de Barreiro - aconseguida personalment per Manuel Oribe - i van detenir als responsables del moviment.
En finalitzar l'any 1816 al riu lbirocay van frenar l'avenç de Berdún, lloctinent d'Andresito Artigas. A Carumbé van derrotar el propi general Artigas. A India Muerta van vèncer Rivera i van tenir el camí lliure cap a Montevideo. En finalitzar l'any 1816 els vuit mil soldats artiguistes s'havien reduït a la meitat (tres mil dos-cents morts, quasi quatre-cents presoners; Mil sis-cents fusells perduts, quinze mil cavalls capturats per l'enemic). Segons els parts portuguesos, en finalitzar aquest any només havien tingut cent trenta-cinc morts (cosa poc creïble), però segurament les tropes orientals es van veure desmoralitzades per les derrotes i Lecor, envalentit per les successives victòries va incitar al cabdill a què es rendís. Artigas va respondre amb ràbia:
| « | Quan em faltin homes per a combatre els teus sequaços, els combatré amb gossos cimarrons (animals domèstics que s'escapen i es tornen salvatges) | » |

### 1817

#### Front militar al Nord
Després de la batalla de Carumbé, Curado es va dirigir al campament del riu Ibirocohy Grande, deixant els destacaments de cobertura indispensables i ocupant-se de la reorganització de les seves forces. En tal situació, els portuguesos es van assabentar que Artigas s'havia reorganitzat després de la Batalla de Carumbé i ocupava una forta posició sobre el riu Arapey des d'on pensava reiniciar les hostilitats.
Insistint en el seu pla per a portar la guerra al territori enemic, Artigas va avançar a Andrés Latorres en direcció al riu Cuareim al capdavant d'un exèrcit de tres mil quatre-cents homes. El Marquès d'Alegrete havia decidit conduir personalment la invasió rellevant a Curado del seu càrrec el 15 de desembre del 1816, per a imprimir-li un ritme més dinàmic a les operacions al Nord. Posant en pràctica el seu pla ofensiu, el 20 de desembre va destacar una força sota el comandament del Brigadier Tomás Da Costa Revello, amb l'ordre de marxar fins a les mediacions de la Ganivetada de Santa Anna i deixar-se veure per l'avantguarda d'Artigas; Aconseguit aquest objectiu havia de retrocedir fins a reincorporar-se al gruix que estaria travessant el riu Cuareim unes cinc llegues al sud. L'objectiu d'aquesta maniobra era simular una direcció falsa d'atac. El dia 28 de desembre els portuguesos es van assabentar per mitjà de dos desertors, que Artigas tenia el seu quarter general al Riu Arapy, havent avançat destacaments reforçats cap a la Ganivetada de Santa Anna amb la missió de cobertura.
Mitjançant aquesta informació revelava amb claredat, el dispositiu d'Artigas havia dividit les seves forces en dos agrupaments: El d'avantguarda, de major efectiu a les ordres de Latorre format per tres mil quatre-cents homes d'infanteria i cavalleria, amb dues peces d'artilleria, sobre la Ganivetada de Santa Anna amb missió ofensiva, i la reserva sota les ordres d'Artigas constituïda per uns cinc-cents homes que es trobava situada al pertret de l'Arapey en uns turons d'accés difícil.
Latorre va travessar el riu Cuareim a principis de gener, buscant a l'enemic, el qual també travessava cap al sud pel pas de Legueado, situant-se al marge sud, quasi sobre la rereguarda de Latorre l'1 de gener del 1817. En tal situació Latorre es va preparar per atacar als portuguesos per la rereguarda, però aquests es van avançar uns quaranta quilòmetres cap al sud de la Ganivetada de Santa Anna a la costa del Arroyo Catalán, despistant als orientals de Latorre i concretant la seva entrada al territori de la Banda Oriental. Alegrete va prendre posicions sobre el Arroyo Catalán i a la nit del dia 2 de gener del 1817 el cap portuguès va enviar al Tinent Coronel Abreu amb un destacament d'uns sis-cents homes i dues peces d'artilleria contra Artigas que estava a Arapy, amb l'objectiu de sorprendre'l al seu quarter general a més d'aquestes disposicions, va destacar un regiment de dragons per a interposar-se entre el riu Arapey i la Ganivetada de Santa Anna amb la missió de reforçar Abreu i observar a Latorre.
El 3 de gener del 1817 sis-cents soldats portuguesos sota el comandament d'Abreu van atacar per sorpresa el campament d'Artigas a la costa del riu Arapey, a l'actual Departament de Salto, en el que posteriorment seria anomenat com la Batlla d'Arapey, estant en aquesta batalla el propi cap oriental a punt de caure presoner i obligant-lo a retirar-se precipitadament amb fortes pèrdues en homes, i la totalitat de la seva cavalleria.
Lliure d'Artigas el Marquès d'Alegrete es va proposar anar el dia 4 de gener del 1817 a la trobada de Latorre, quan al matí del mateix dia va ser atacat al seu campament, al marge dret del Arroyo Catalán pel mateix Latorre, en una trobada decisiva. Es va produir la més sagnant batalla de tota la contesa militar, que seria posteriorment recordada com la batalla del Català. Semblava que Latorre en un principi obtindria una victòria sobre l'exèrcit lusobrasiler, però inesperadament la cavalleria de Corrientes es va replegar sobre el centre, degut a l'aparició de sobte d'Abreu i les seves forces vencedores a la batalla d'Arapey. Aquesta arribada va causar pànic i desorganització sobre les forces orientals que es van veure forçades a retirar-se deixant nou-cents morts i dos-cents noranta presoners en el camp de batalla.
Després de la batalla del català, les tropes portugueses van travessar el riu Cuareim al Pas de Legeuado i es van detenir a mitja llegua del pas per a estacionar durant la nit. El dia 4 de gener del 1817, des de São Borja el marquès d'Alegrete per a evitar una nova contrainvasió va destacar al brigadier Francisco das Chagas Santos perquè amb les seves forces destruís els pobles al marge oriental del riu Uruguai amb l'objectiu de sufocar per tots els medis una nova invasió artiguista cap a Misiones. Amb ordres explícites d'atacar en viva forza os povos dos insurgentes, arruinarlos e queimarlos (atacar amb totes les forces els insurgents, arruïnar-los i cremar-los). Complint les ordres, Chagas va devastar gran part de la província de Corrientes, saquejant, arrasant i incendiant tot el que va poder; Portava mil homes, cinc canyons, onze canoes (per a poder travessar el riu Uruguai) i nou carretes per al seu transport.
Chagas va aconseguir travessar el riu Uruguai, pròxim a la desembocadura del riu Aguapey on va implantar la seva base d'operacions en la qual va planificar les incursions contra les reduccions jesuítiques missioneres amb la finalitat de destruir-les. Andresito al capdavant d'uns cinc-cents homes va atacar al major Gama Lobo, que amb una partida de tres-cents soldats d'infanteria es dirigia a destruir Yapeyú. El general Andresito va aconseguir derrotar-lo i el va obligar a replegar-se sobre Chagas. Quan ambdós caps reunits van intentar atacar-lo, Andresito va dispersar les seves forces per a reunir-les a cobert sobre les costes del riu Paranà. Des d'allí el major José Maria da Gama Lobo va poder, finalment conquerir el poble de Yapeyú el dia 21 de desembre. L'oportuna retirada del general Andres Artigas, perfectament explicable i comprensible, ja que no feia més que obeir les ordres rebudes reiteradament del general José Artigas, era de no arriscar mai una operació si no s'estava segur del resultat. No només li va permetre salvar la seva pròpia tropa, sinó també gran part de la població, tot i que no va aconseguir salvar els poblats.
Verificada la retirada del riu Paranà, més específicament la zona de Miriñay, a poc a poc va anar reunint les diverses partides i grups de persones que aconseguien escapar del vandalisme practicant per les tropes lusobrasileres dirigides pel general Chagas. No obstant això, els primers dies de febrer Andresito va poder anunciar que tenia reunits ja més de mil homes.
Al mateix temps que Chagas iniciava les seves incursions pel sud de Misiones, el comandant portuguès de San Nicolàs Elías Antonio de Oliveira amb dos-cents milicians travessava el riu Paragual pel Pas de San Isidro el 17 de gener, i després de derrotar el petit destacament missioner del poble de San Fernando, va continuar fins a Concepción de la Sierra, que va ser saquejat i reduït a cendres el dia 19 de gener. Destruïts La Cruz, i Yapeyú, el cap portuguès va remuntar el riu Uruguai arribant a Santo Tomé el dia 31 de gener. Des d'allí va destacar al seu ajudant Manuel José de Mello per a procedir a la destrucció de Santa María, San Javier i Mártires.
El dia 1 de febrer la partida del tinent Luis de Carvalho es va reunir amb el general Chagas que portava amb ell sis-cents animals, entre cavalls, mules i vaques, producte del saqueig realitzat a la campanya. Uns dies més tard, Carvalho amb homes elegits i armats va ser enviat per atacar i destruït el que quedava, exceptuant els pobles de la costa del riu Paraná, reclamats pel Paraguai, als que no se'ls hi va fer camp mal.
Després d'aquells successos, les forces del comandant Ignacio Mbaybé van ser derrotades al no poder trobar-se amb les tropes d'Andresito.
Chagas amb un breu lapse de temps de dos mesos va aconseguir sotmetre als pobles que constituïen el territori i a ambdós marges del riu Uruguai (La Cruz, San José, Itapeyú, Santo Tomé, Apóstoles, Mártires, San Carlos, Concepción, Santa María la Mayor i San Javier), a un règim de terror que va sorprendre i repugnar a molts portuguesos. Un testimoni brasiler afirmava que havia vist la immoralitat, el sacrilegi, el robatori i l'estupor en el seu auge. Yapeyú va ser totalment destruït i fins i tot el propi Bartolomé Mitre s'hi va referir com La història no presenta un exemple d'invasió més bàrbara que aquesta. Des de llavors les Misiones Occidentals són un desert poblat de runes.
Al març per establir una millor comunicació amb Artigas, el comandant general de Misiones, Andresito, va traslladar el seu campament general més al sud, a prop de les mediacions del riu Miriñay, on després es construiria la nova capital missionera d'Asunción del Cambay. El 12 de març les seves partides van reconquerir La Cruz, prenent presonera la guàrdia deixada per Chagas. Progessivamentt, des del sud, va anar reconquerint territori ocupat pels portuguesos en coordinació amb les tropes de Corrientes del capità Aranda. Els paraguaians davant d'aquests avenços van abandonar Candelaria i els pobles de la costa oriental del riu Paranà. A principis de maig quasi tot el territori estava recuperat, a excepció d'algunes guàrdies sobre els passos del riu Uruguai. L'activitat desenvolupada per Andrès Guazurarí i les seves partides, ajudades per les milícies correntines comandades per Aranda, va ser intensa durant els mesos de maig i juny; No solament hostilitzant a les forces lusobrasileres, sinó també buscant la reunificació de les seves forces.
Informat Francisco das Chagas Santos d'aquesta situació, va iniciar a mitjans del 1817 la seva segona invasió a Misiones, amb una força similar a la utilitzada a principis d'any. Chagas va arribar al poble d'Apóstoles el 2 de juliol. Els missioners, amb gran valentia van sortir a la seva trobada enarborant (aguantant) una bandera vermella, simbolitzant que la contesa seria total. La lluita que es va lliurar als afores del poble va ser molt cruel i acarnissada a pesar de la superioritat de les forces lusobrasileres. Els missioners van resistir els despiadats atacs lusobrasilers atrinxerats al poble. Quan la batalla semblava interminable, a l'horitzó es van albirar les tropes del general Andresito que venien a donar suport a les tropes missioneres que resistien a Apóstoles. Gràcies a aquest inesperat suport, en qüestió de poc temps els missioners es van consagrar amb la victòria total a la batalla d'Apóstoles, replegant-se les tropes lusobrasileres per complet fora del territori missioner i podent així les tropes missioneres reconquerir completament els pobles ocupats.

#### La capitulació de Montevideo
El 4 de gener del 1817 Lecor va prendre la ciutat de Maldonado, prenent contacte amb l'esquadra portuguesa del Comte de Viana, acordant les operacions per a la presa de Montevideo i establint el seu quarter general d'operacions a Pan de Azucar. Després d'això Silveira va aconseguir forçar el setge imposat per Lavalleja, incorporant-se posteriorment a les Forces de Lecor, a prop del seu campament a Pan de Azúcar.
Produïdes les derrotes de les forces de cobertura a l'Est de la Banda Oriental i la subseqüent victòria de les tropes lusobrasileres sobre els orientals al Nord de la Banda Oriental, es va posar fi a l'ambiciós pla de contrainvasió. Assabentat de l'avenç del general Lecor, Artigas va decidir retirar les tropes de Montevideo sacrificant la plaça. El camí de Montevideo quedava obert per a Lecor que incitaria a la rendició de la ciutat. El governador Miguel Barreiro i el regidor Joaquín Suárez que exercien el govern de Montevideo van abandonar la ciutat, marxant amb les seves forces i nombroses famílies lleials a l'artiguisme cap al riu Santa Lucía incorporant-se a les forces de Tomás García de Zúñiga amb la finalitat d'hostilitzar als portuguesos un cop ocupessin la ciutat, donat que no comptaven amb la força ni els medis necessaris per a defensar la ciutat perquè disposaven solament de sis-cents homes i una companyia d'artilleria, escassejaven de cartutxos de pólvora contra la divisió de Lecor, que en aquells moments comptava amb un efectiu aproximat de vuit mil homes.
La precipitació de la retirada va impedir complir amb les disposicions d'Artigas sobre la destrucció de les muralles i fortificacions de Montevideo i al matí del dia 19 de gener els últims carretons dels orientals salvaven els passos de l'Arroyo Miguelete quan enfilaven les avançades de Lecor pel Camí Reial cap a la Curva de Maroñas.
El Cabildo va celebrar sessió en minoria, manifestant el síndic procurador Jerónimo Pío Binaqui que havien de prendre's algunes mesures, doncs després de l'abandonament de Montevideo fet per la força armada que oprimia el veïnat i que ara lliures d'aquella opressió, els capitulars es trobaven en el cas de declarar i demostrar públicament si la violència havia sét el motiu de tolerar i obeir a Artigas. Hi van participar Juan de Medina, Felipe García, Agustín Estrada, Lorenzo J. Pérez, Jerónimo Pío Bianqui i Francisco Llambí; El secretari titular Pedro María Taveyro no hi va assistir. Els concurrents van compartir els seus conceptes declarant que donat haver desaparegut el temps en què la representació del Cabildo era ultratjada, els seus vots desarmada deposaven: Vexats encara de la mateixa soldadesca i precisats a donar alguns passos que en altres circumstàncies haguessin excusat, havien de desplegar els vertaders sentiments que estaven animats demanat i admetent la protecció de les armes de Sa Majestat Fidelíssima que marxava cap a la ciutat. Els membres presents van estar d'acord a accelerar l'ocupació de la ciutat pels portuguesos per tenir pau i tranquil·litat.
Va ser llavors quan es van enviar comissionats cap a Lecor i cap al comte de Vianna, l'agutzil major Agustín Estrada, el cura vicari, Dámaso Antonio Larrañaga, el síndic Bianqui i el caracteritzat veí Francisco Javier de Viana, per a oferir-li l'entrega de la ciutat, sota la garantia de respectar els drets legítims de la població, i acordar la forma i condicions d'ocupació. El general en cap portuguès va respondre el mateix dia, remitent-li a la seva proclama promulgada l'inici de la invasió, on s'havia declarat que l'Exèrcit Pacificador es movia contra Artigas i els seus sequaços i no contra els honrats habitants de la Banda Oriental; Així doncs, Lecor va acceptar l'oferta. Anàlogament, donat que des del port ja s'albirava l'esquadra naval portuguesa, també van enviar per a realitzar les mateixes gestions que amb Lecor, amb el cap de l'esquadra naval; Van enviar-hi a Jerónimo Pio Bianqui i a Francisco Xavier de Viana. Coincidint la permanència del Cos Capitular i el manteniment en totes les seves feines de tots els oficials que se li presentessin a l'entrar a la ciutat, i advertint, per acabar, que el rei de Portugal conservaria als orientals tots els seus aforaments, privilegis i exempcions, amb més, doncs les franquícies comercials entrarien a gaudir en comú amb la resta de pobles del Brasil.
L'endemà el dia 20 de gener Lecor entrava a la ciutat. En fer-li entrega de les claus de la ciutat de Montevideo, Bianqui va dir-li:
| « | L'excel·lentíssim Cabildo d'aquesta ciutat, per mitjà del seu síndic procurador general, fa entrega de les claus d'aquesta ciutat a sa majestat fidelíssima - que Déu guardi - dipositant-les amb satisfacció i plaer en mans de la vostra excel·lència, suplicant-li submisament tingui la bondat de fer-li el gust, de què en qualsevol cas o esdeveniment que es vegi la necessitat d'evacuar-la no les entregui a cap altra autoritat ni potència que no sigui el mateix Cabildo de qui les rep, com a autoritat representativa de Montevideo i de tota la província oriental, els drets dels quals ha reassumit per les circumstàncies. | » |

Lecor va respondre de conformitat, manifestant que ho faria present a Sa Majestat Fidelíssima (Joan VI de Portugal), va prendre possessió efectiva de la plaça i va manar hissar la Bandera de Portugal a tots els edificis públics, enmig de salves (a resguard de perill) i repics de campanes, mentre al seu pas rivalitzaven les senyores de les principals famílies (l'oligarquia) enmig d'aplaudiments i de rams de flors. Poc després s'obria el port al lliure comerç, que aviat es va disputar el lloc entre els molls i a la rada (badia o ancorada on es poden fondejar els vaixells abrigant-se del vent) als navilis mercants de la Gran Bretanya, que esperaven impacients al riu de la Plata la cobdiciada plaça. Aquest tractat de lliure comerç va naturalitzar el control que pretenia imposar Buenos Aires sobre el comerç de les Províncies de la Lliga Federal, obrint els rius interiors al comerç britànic. No s'hauria de sentir, no obstant això, molt segur el cap portuguès a la recentment conquerida ciutat, quan li va ser necessari dictar, el 15 de febrer, un enèrgic pregó en el qual es qualificava les partides orientals com a saquejadors i pertorbadors del assossec públic, els béns dels quals serien cremats i les seves famílies empresonades, a bord dels vaixells de guerra assortits a la badia de Montevideo. El 23 de gener Lecor va donar el càrrec de governador de Montevideo al mariscal Sebastián Pinto de Araújo Correa. Posteriorment el 7 de març Montevideo va enviar a Dámaso Antonio Larragaña i Jerónimo Pio Banqui per anar a Rio de Janeiro a mostrar el suport de la plaça a la invasió.

#### Guerra de guerrilles
Des del gener fins al setembre del 1817 - època en què Lecor va poder controlar les costes i el territori oriental al sud del Río Negro - Als afores de Montevideo se suscitaven gran varietat d'accions i trobades quasi cada dia amb les forces artiguistes que encara estaven dispersades pels afores i mostraven resistència a l'ocupació. Es destacava entre aquestes l'exitosa acció del Pas del Cuello al 19 de març en la que es va atacar una partida portuguesa per sorpresa i aprofitant l'obstacle del riu Santa Lucía (Uruguai) en una temerària càrrega portada a terme per Lavalleja; Després d'aquest combat, Lecor es va retirar a Montevideo, sempre hostilitzat per les guerrilles orientals, essent assetjat a la ciutat pel gruix de les tropes de Barreiro i Rivera. Aquest fet va obligar a Lecor a abastir la ciutat pel mar, portant els aliments des de Rio de Janeiro, i des de Buenos Aires (amb el coneixement i suport de Pueyrredón). Per a trencar el setge des de la distància (ocupat el pas de l'Arena per tropes Artiguistes), Lecor va organitzar una forta columna integrada per forces d'infanteria, cavalleria i artilleria, i va sortir en direcció a Florida. En arribar a l'alçada de la zona de Casavalle, va ser atacat per sorpresa per Rivera, qui després es va replegar novament cap a Montevideo.
Els portuguesos es van veure obligats a construir una llarga fosa de trinxera, que havia manat construir el general portuguès des de del riu Santa Lucía (Uruguai) fins al Buceo i que els orientals nomenarien la Zanja Reyuna. Sobre aquest límit les partides d'orientals els assetjavenn constantment, no poden sortir de l'estret setge. L'estratègia implementada pels artiguistes en aquest territori, consistia a implementar una fustigació de guerrilles i una "guerra de recursos" que va complicar l'abastiment de les tropes invasores i de Montevideo. Els portuguesos que van intentar diverses sortides, van fracassar davant de les milícies criolles sota el comandament de Fructuoso Rivera, Juan Antonio Lavalleja, Manuel Oribe i Ignacio Oribe.
En una única oportunitat van aconseguir, no sense grans baixes, forçar el setge arribant fins al poble de Pintado, on van haver de tornar ràpidament a Montevideo sense cap altre botó que alguns cavalls.

#### Dissidències entre els caps orientals
L'abril del 1817 Artigas va decidir traslladar-se als marges del riu Santa Lucía Chico per a observar sobre el terreny l'estat de les operacions. En les seves converses amb els principals caps, Barreiro, Rufino Bauzá i Bonifacio Ramos, el cabdill va suposar que l'opinió prevalent entre ells i els seus oficials era per la 'concòrdia' amb Buenos Aires com a únic medi per a obtenir suports militars que li permetessin la continuació de la guerra contra l'invasor portuguès. Artigas va rebutjar amb desgrat aquesta opinió, i es va retirar designant a Fructuoso Rivera com a Comandant General de l'Exèrcit de la Dreta. Rivera ocuparia les posicions de l'avantguarda situant-se a les mediacions de Montevideo, l'avantguarda de la qual estava constituïda per una partida d'uns quatre-cents genets a les ordres de Lavalleja. Mentre que Otorgués, amb el seu Exèrcit de l'esquerra ocuparia el centre de la campanya.
La designació de Rivera es donava sobre un cap jove i inexpert, en comparació amb altres caps més veterans. Aquesta disposició d'Artigas va generar una forta oposició entre la resta de generals. Varis d'ells, acompanyats per l'opinió de Miguel Barreiro, havien sostingut davant d'artigas en una reunió al Pas de l'Arena que la marxa de la guerra estava demostrant la necessitat de signar un acord amb Buenos Aires a causa de l'imminent perill de què la petita Província Oriental acabés amb una derrota total. L'historiador Francisco Bauzá, el pare del qual era el coronel Rufino, un protagonista dels fets, assevera que el Cap dels Orientals va rebre aquestes opinions amb un visible desgrat i poc després ja de tornada a Purificación va decidir arrestar a Barreiro. Donat que Rivera havia set l'únic dels seus oficials que no va donar la seva opinió sobre aquest punt, a pesar que segons l'historiador Bauzá mantenia correspondència amb Pueyrredón, Artigas li va conferir el comandament a Rivera.
Els principals caps artiguistes es van reunir en Assemblea de Santa Lucía Chico i van decidir rebutjar el nomenament de Rivera, escollint en el seu lloc a Tomás García de Zúñiga. Assabentat d'això, Artigas va respondre amb un ofici en el qual senyalava que els que han exhibit prou per a autoritzar l'acta de Santa Lucía Chico han de suposar-se responsables de les seves conseqüències. Davant d'aquesta postura, García de Zúñiga va rebutjar el nomenament i després d'altres incidències entre Rivera, Fernando Otorguès (que havia quedat al capdavant de les tropes artiguistes que intentaven assetjar Montevideo) i la resta d'oficials, Rufino Bauzá, comandant del Batalló de Libertos va decidir abandonar el combat i passar a Buenos Aires. La intenció era continuar la lluita contra els espanyols i encara en contra dels portuguesos en acord amb el govern central de les Províncies Unides. A través dels oficials José Mojaime i Manuel Oribe es va tramitar el trasllat de les tropes a la capital davant del propi Lecor, que va concedir l'autorització sol·licitada. A l'octubre i després d'haver rebutjat les ofertes que el general portuguès els va fer perquè es convertissin en combatents de la seva causa, els regiments de Libertos i Artilleria van viatjar a Buenos Aires on van ser rebuts. Aquests oficials i aquestes tropes refugiades a Buenos Aires més tard van participar el 1825 a la gesta dels Trenta-Tres Orientals i la seva Croada Alliberadora per a alliberar definitivament el territori oriental.
La intransigència d'Artigas i el seu autoritarisme estaven portant conseqüències negatives per a la causa. Per aquells temps, Eusebio Hereñú, a Entre Ríos va decidir amb els altres cabdills i caps militars (Gervasio Correa, Gregorio Samaniego i Evaristo Carriego) rebutjar l'autoritat d'Artigas i buscar un acord amb Buenos Aires. El mateix va fer a Corrientes el coronel Juan Francisco Bedoya, que va deposar el governador artiguista Juan Bautista Méndez. A la pròpia Província Oriental, el coronel Pedro Fuentes es va passar amb les armes i bagatges als invasors i els va obrir les portes de la ciutat de Colonia del Sacramento. Tots aquests fets van fer pensar a Artigas que estava provocant la caiguda de la seva pròpia causa, però aquesta conclusió no se sosté; Artigas va continuar la seva lluita en dos fronts, i va obtenir el 1820 una victòria, frustrada a l'últim moment per la deserció de Francisco Ramírez i Estanislao López, com es veurà més endavant.

#### Declaració de la Guerra al Directori
El 13 de novembre del 1817 després d'una consulta als pobles sobre si estaven d'acord amb el seu lideratge, que es va fer a través dels comandants militars i van donar un resultat unànime a favor seu, Artigas va enviar una carta a Pueyrredón que significava la declaració de guerra. En la seva part fonamental deia:
| « | Vostra Excel·lència és un criminal indigne de la menor consideració. Vostra Excel·lència passarà a sentir aquestes veritats, però haurà de pesar-li molt més haver donat els motius suficients per al seu esclariment; Aquests van estampats amb els caràcters de la sinceritat i de la justícia (...) Parlaré per aquest cop i parlaré per sempre; Vostra Excel·lència és responsable davant les ares de la Pàtria de la seva inacció o de la seva malícia contra els interessos comuns. Algun dia s'aixecarà aquest tribunal sever de la Nació i en aquest administrarà justícia. | » |

Segons el militar i escriptor uruguaià Capità Edison Alonso Rodríguez, Artigas va prendre aquesta disposició a causa de les proves incontrovertibles sobre l'ajuda que donava el directori unitari a les incursions portugueses per les costes dels rius Paraná Uruguai amb la finalitat d'obtenir llenya i ramat per al consum de Montevideo. Altres fonts destaquen que Artigas segons les proves i correspondència creia que el Directori era responsable de la invasió i creia que qualsevol acord amb Buenos Aires havia d'incloure la condició que és declarés la guerra a Portugal.
Per aquestes mateixes dates va caure presoner Fernando Otorgués en mans de Bento Gonçalves da Silva, i va ser enviat a l'Illa das Cobras. En finalitzar l'any 1817 era evident que l'artiguisme es trobava en una difícil situació.

### 1818
El 1818 va ser un any de contrastos per a Artigas al capdavant oriental. Les seves primeres operacions van tenir èxit. Va prendre Yaguarón, Itaim, la Ciutat de Pelotas, i va recuperar Cerro Largo i Fortalesa de Santa Teresa. Però un contraatac portuguès dirigit per Manuel Marques de Sousa el va obligar a retirar-se novament a la seva base a Purificación.
De totes maneres, Artigas dominava el riu Uruguai, posició decisiva que li permetia evitar la unió de les forces portugueses, a la vegada que es desenvolupava a l'interior de la Banda Oriental una eficaç guerra de guerrilles. Davant d'aquesta situació, Lecor va concebre una operació combinada, que li permetés unir les seves forces i prendre el control del riu Uruguai per a aïllar Artigas de les províncies del litoral argentí i tractar d'atrapar-lo entre dos focs, al seu reducte de Purificación.

#### Front militar al nord
Al nord els lusobrasilers després de ser derrotats per Andresito a la batalla d'Apóstoles i ser expulsats del territori missioner van iniciar un nou contraatac.
El 18 de març el brigadier Chagas va sortir de São Borja amb una força superior a la de la seva campanya anterior portant amb ell vuit-cents homes i dues peces d'artilleria. Chagas, després d'avançar i prendre la capella de San Alonso, es va dirigir el 30 de gener cap al poble missioner de San Carlos; Les forces de Corrientes del capità Serapio Rodríguez i les forces missioneres dirigides per Andresito van decidir esperar a les forces lusobrasileres a les mediacions del poble. El 31 de gener finalment es van trobar les tropes de Chagas i els defensors dirigits per Andresito i Serapio, a la batalla de San Carlos que van perdre els defensors, després de quatre dies d'intensos combats.
Després de la sagnant batalla, Chagas va enviar a São Borja als presoners, destruint tot el que quedava a San Carlos i va prosseguir l'avenç cap al poble d'Apóstoles, arribant-hi el dia 20 de febrer.
Andresito, alarmat per aquests avenços lusobrasilers sobre el seu territori, va disposar formar una força armada a la Tranquera de Loreto. Per això, el general Andrés Artigas va tractar de persuadir i reunir als diferents grups naturals, dispersats per les muntanyes. Al mateix temps es refeia de quatre-cents cavalls perduts a Caá-Cati, per a muntar a les seves avantguardes que estaven al Paso de Concepción i al de Santa María. A més va demanar ajuda al governador de Corrientes, Méndez. Aquest va encomanar al militar de Corrientes Francisco Vedoya, que amb sis-cents homes havia de donar suport a la causa missionera, però Vedoya (recolzat pel Directori Unitari que buscava treure a la Província de Corrientes de la influència artiguista i sostreure el seu sistema federal) en lloc d'acatar l'ordre va decidir derrocar al governador Méndez, prendre el control de la Província de Corrientes i implantar un règim unitari en aquesta província. A pesar d'aquest revés Andresito va aconseguir el suport de Pantaleón Sotelo, qui no va dubtar en anar amb les seves tropes per a sumar-se a les forces d'Andresito. Per ordre de José Gervasio Artigas, Andrés Artigas, en lloc de centrar els seus esforços en contrarestar l'avenç lusobrasiler, ja amb les seves tropes formades es va dirigir amb les seves forces a Corrientes per a sufocar la revolta de Vedoya i restaurar el federalisme en aquesta província.
Després de prendre aquesta decisió, Andresito va vèncer a les forces de Vedoya a la Batalla de Saladas. Després que en l'ordenadament es fes l'entrada triomfal a la ciutat de Corrientes, a peu i desarmat, precedit i seguit per les seves tropes i enarborant banderes tricolors, va ser alabat pel poble. Finalment va reposar al governador federal, Juan Bautista Méndez com a governador intendent, seguint les instruccions d'Artigas.

#### Front militar centre
Per a materialitzar el desig de Lecor que concebia una operació combinada que li permetés l'anhelada unió de les seves forces i que tenia el propòsit de separar a Artigas dels seus suports a Entre Ríos, era absolutament necessari dominar el riu Uruguai.
Obeint aquesta idea de maniobra, Curado, comandant de les Forces de Rio Grande do Sul, que continuava immòbil al Riu Cuareim des de la Batalla del Català, va reobrir les hostilitats el febrer del 1818. Va marxar cap al sud i va abandonar el seu campament amb una avançada de quatre mil homes, arribant fins a l'Hervidero (lloc del riu Uruguai on es trobava el campament artiguista de Purificación). El 2 de maig del mateix any, una esquadra portuguesa penetrava al riu Uruguai, integrada per la Goleta Oriental i dues barques, sota el comandament de Jacinto Roque de Sena Pereira. Aquesta operació es va realitzar amb el consentiment del govern unitari, que va permetre el passatge per l'Illa Martin García. Segons l'escriptor Edison Alonso aquesta complicitat per part del Directori va quedar comprovada perquè així ho prova l'ofici dirigit a Artigas per Miguel Bonifacio Gadea el 13 de setembre del 1817.
Amb la finalitat de completar la defensa del litoral, Artigas va fer construir bateries de dues línies ubicades una davant de Paysandú i l'altra a la barra del Arroyo  Perucho Verna. Amb tres canyons que Francisco Ramírez va capturar a les forces directorials a la Batalla de Saucesito, es va construir una bateria al Pas de Vera a prop de Concepción del Uruguai (Arroyo de la China). Aquestes bateries implantades per Artigas van oferir resistència, però van ser reduïdes després de ser atacades de forma combinada per Senna Pereyra i Bento Manuel Ribeiro.
Mentre l'esquadra portuguesa amenaçava la vil·la del Arroyo de la China, Bento Manuel Ribeiro va creuar a la nit el riu Uruguai amb mil cinc-cents homes anant cap a la província d'Entre Ríos, atacant per sorpresa i per l'esquena a les bateries i flotes artiguistes a la batalla que posteriorment seria coneguda com a Batalla de Perucho Verna, que va significar la derrota del comandant artiguista Gorgonio Aguiar que estava escalonat en diversos campaments des del Arroyo Yeruá fins a Concepción del Uruguai. Després d'això Bento Manuel Ribeiro va repassar el riu Uruguai a la recerca d'Artigas, aconseguint derrotar les forces artiguistes a la Batalla de Guaviyú el 21 de maig del 1818 a l'actual Departament de Paysandú, però poc després seguint la seva cerca va ser derrotat en la batalla de Chapicuy. Després dels successos de Corrientes (quan Andresito va dirigir-se a Corrientes per a sufocar la revolta de Vedoya) Bento Manuel Ribeiro no es va descoratjar per la derrota soferta i va seguir buscant novament a Artigas, que havia evacuat Purificación. El va trobar al riu Queguay Chico el 4 de juliol, on el va desbaratar completament en el que posteriorment seria conegut com la batalla de Queguay Chico. La intervenció de Rivera va salvar al cabdill d'un desastre total, tot i que sense impedir que l'enemic arrases el parc i uns dos-cents presoners, entre els quals hi havia Miguel Barreiro i la seva esposa.
Mentrestant Fructuoso Rivera als marges del Río Negro prop del pas del Rabón va ser sorprès el 3 d'octubre per Bento Ribeiro. Al principi va aconseguir escapar en una gesta guerrillera anomenada Retirada del Rabón. No obstant això, va ser finalment atrapat el dia 28 a la rodalia del Arroyo Grande on va ser totalment vençut. Aquesta derrota a la batalla del Arroyo Grande va fer que nombrosos oficials orientals desertessin acollint-se a les promeses d'amnistia de Lecor.

#### L'enfonsament de les forces artiguistes
Els principals caps artiguistes van anar morint o caient presoners. El comandant Mondragón va aparèixer penjat a Arerunguá, i el seu substitut, Juan Antonio Lavalleja va ser capturat quan realitzava una batuda en una exploració al capdavant de sis o vuit homes. En veure's envoltat, va ordenar als seus homes atacar a l'enemic, es va enredar als llaços amb boles i va caure en poder dels enemics. Es diu que quan estava a punt de ser capturat, el cap portuguès admirat del seu valor suïcida va exclamar: que ningú toqui un pél a aquest valent.
Lavalleja també va ser enviat presoner a la Ilha das cobras, illa de les cobres, i amb ell va marxar la seva esposa Ana Monterroso, que el va acompanyar durant tot el seu captiveri. Bernabé Rivera, cosí de Fructuoso Rivera va caure presoner del general Silveira a l'est del territori oriental. També en diverses accions van caure presoners importants caps orientals, com el coronel Manuel Francisco Artigas als afores de San José, i Joaquín Suárez que va ser sorprès a Canelones. També va caure en mans dels portuguesos Tomás García Zúñiga, llavors sense comandament de tropa, que va trair a les seves tropes i va passar a Montevideo, on va ser rebut i complimentat per Lecor amb grans consideracions. A quasi dos anys d'haver-hi començat la invasió, Lecor va aconseguir posar-se amb l'exèrcit de Curado i consolidar el seu poder al sud del Departament de Río Negro, amb l'ocupació de Colonia del Sacramento i els ports del litoral, així com de tota la zona de l'est, limitant el control d'Artigas a únicament el despoblat nord de l'actual territori de l'Uruguai.

### 1819

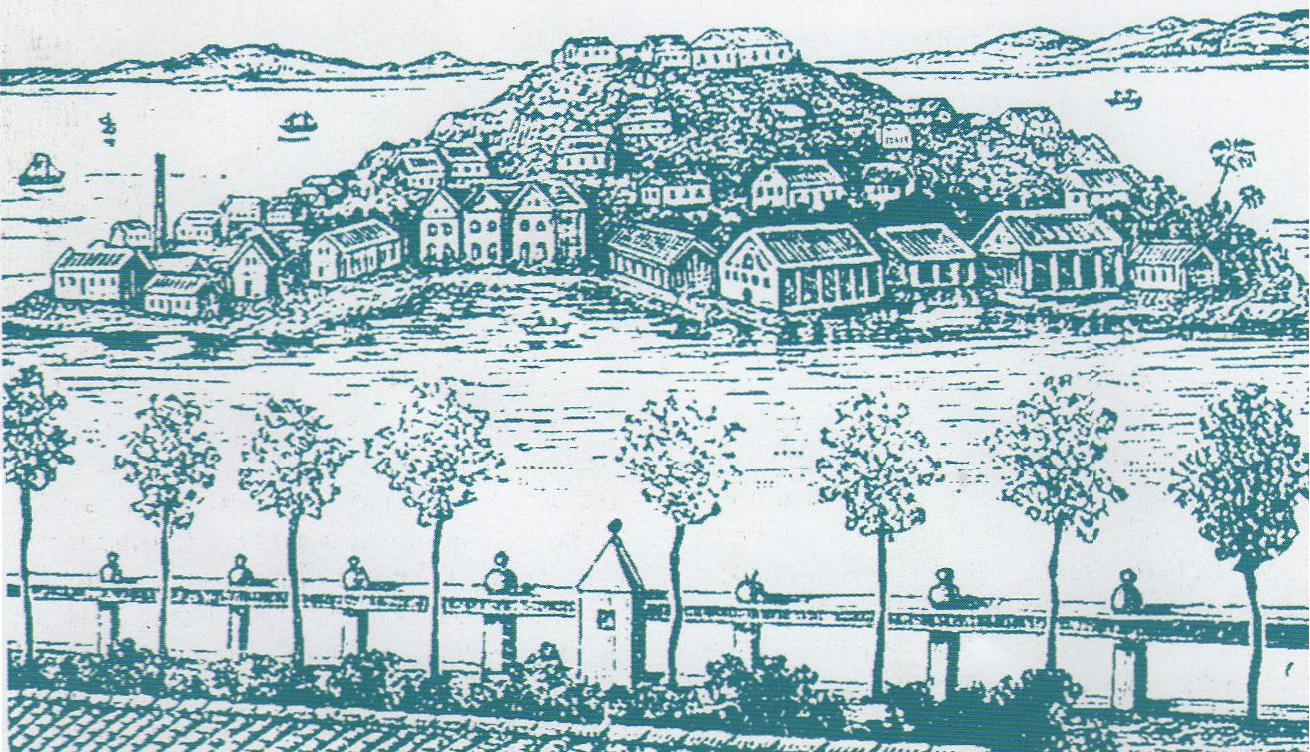
La Ilha das Cobras, situada sobre la badia de Guanabara al sud-oest de la ciutat de Rio de Janeiro, va servir de presó per als oficials artiguistes capturats, tals com Bernabé Rivera, Andresito Guazurarí i Juan Antonio Lavalleja.

#### La mediació de San Martín
L'any 1819 va començar amb la mediació de José de San Martín, qui després de la seva gran creuada pels Andes i l'alliberació de Xile, era el militar de més prestigi de les Províncies Unides del Riu de la Plata. Profundament preocupat per la guerra civil que es desenvolupava entre el Directori i les Províncies de la Lliga Federal i per l'ocupació de la Província Oriental pels portuguesos, San Martín que es trobava a Cuyo va demanar al pròcer xilè Bernardo O'Higgins que fes d'intermediari en el conflicte. Així doncs, O'Higgins va escriure cartes personals dirigides a Pueyrredón, a Estanislao López, al cabdill de Santa Fe, i al propi Artigas. Va enviar com a mediadors al coronel Luis de la Cruz i a Salvador de Caravela, amb l'encàrrec de què s'entrevistessin amb els tres caps abans senyalats. Però el Director, des de temps enrere quan la guerra amb Artigas, es va negar a qualsevol acord; Fins i tot li va escriure a San Martín en to ofès: 
| « | Quins són els avantatges que vostè s'ha promès d'aquesta fissió. Potser domar el geni ferotge d'Artigas, o portar a raó a un home que no coneix altra que la seva conservació, i que està a la raó de la seva pròpia conservació fer-nos la guerra (...) Ell sempre diu que vol la pau, però subjecta a condicions injurioses i humiliants a les Províncies Unides, i d'aquí que no s'hagi pogut celebrar un ajust personalment amb aquesta fera indòcil. La seva missió resultarà un nou envaniment per a ell i un major alè als seus bandits, a qui tindrà aquesta ocasió més d'al·lucinar. (...) He decidit prevenir als diputats que suspenguin tot pas en exercici de la seva comissió. | » |

O'Higgins va ordenar llavors als seus comissionats que tornessin. Les cartes de San Martín a Artigas i López mai van poder arribar al seu destí perquè De La Cruz i Caravela les van donar a Manuel Belgrano (Francizco Bauzá assegura que aquest les va interceptar) i no van ser enviades. L'alliberador es dirigia en aquests termes a Artigas:
| « | Paisà meu, fem un esforç, cedim ambdós per arribar a un acord entre tots i dediquem-nos únicament a la destrucció dels enemics que volen atacar la nostra llibertat. Unim-nos contra els genets pocatraça sota les bases que vostè i el govern de Buenos Aires creguin més convenients, i després, quan no tinguem enemics exteriors, continuem la contesa amb armes a la mà (...) El meu sabre mai és traurà de la beina per opinions polítiques, sempre que aquestes no siguin a favor dels espanyols i la seva dependència. | » |

La carta descriu amb detall el pensament de San Martín, qui mai va perdre de vista el més essencial que sempre el va centrar, combatre els reialistes. Empresa que per aquella època semblava molt més llunyana del que realment estava. Havia de ser particularment valorada, a més, si es té en compte que a pesar d'opinar que Artigas venceria als portuguesos (per a mi les frega completament), no sentia per ell cap simpatia, i havia arribat a escriure que no era el millor veïnat (el dels portuguesos), però per dir la veritat, els prefereixo a Artigas; Ells no introduiran el desordre i l'amargura, i aquest, si la cosa no es talla, ho verificarà en la nostra campanya. A pesar d'aquesta mala opinió, mai li va passar pel cap col·laborar amb un poder estranger per deslliurar-se d'un cabdill compatriota, per bàrbar que li semblés. Lluny a la desobediència oberta, per a evitar combatre a les montoneres federals, Artigas amb prou feines va tenir vagues notícies de la mediació i li va escriure a Ramírez: Abans-d'ahir va arribar aquí un peruà (...) diu que dos diputats venien de Xile per a aquest destí i van ser detinguts a la punta de San Luís. Segurament mai va arribar a llegir la carta de San Martín.

#### Nou pla contra la invasió
Artigas va rebre l'any 1819 amb optimisme, ja que les seves forces s'imposaven al litoral i era previsible un avenç federal sobre Buenos Aires. La presa de la capital, la instauració en aquesta d'un govern federal i una declaració de guerra a Portugal eren elements essencials del seu projecte, que apostava molt alt. Pràcticament sense caps ni recursos, Artigas va planejar a l'inici de l'any 1819 una nova ofensiva. El gener del 1819, Balcarce va ser substituït per Viamonte. Artigas va reunir les forces disperses del comandant Aguiar i va cridar a una part dels esquadrons indígenes, missioners i correntins al comandament de Sotelo, i al cacic guaraní Francisco Javier Sití amb els quals va formar un efectiu d'uns tres mil homes. El maig del 1819 Artigas va intentar repetir el pla de contrainvasió fracassat el setembre del 1816. El nou pla era tan audaç i concebut com els anteriors. Andresito envairia pel nord, atraient cap a aquest lloc les forces del brasil, a les que assetjaria amb guerrilles. Mentrestant, Artigas, seguint la serra de São Martinho da Serra amb el gruix atacaria per sorpresa al general Patrício Cámara al riu de Santa María intentant atacar les localitats de Riu Pardo, Cachoeira, Triunpho i les proximitats de Porto Alegre.
El març del 1819 Andresito, per disposició d'Artigas va organitzar novament el seu exèrcit amb la finalitat d'iniciar un nou intent ofensiu sobre les Misiones Orientals. El 23 de març va abandonar Corrientes, posant-se al capdavant de les divisions missioneres. Amb aquestes divisions, més les correntines sota el comandament de Sánchez Negrete, va marxar per la part nord de l'Iberà i els pobles missioners destruïts buscant l'encreuament amb el riu Uruguai. El 25 d'abril del 1819 Andresito va travessar el riu Uruguai amb un exèrcit que en total comptabilitzaven entre mil sis-cents i dos mil homes, format majoritàriament per guaranís i milícies de Corrientes.
En arribar al territori de les Misiones Orientals al 29 d'abril, les tropes d'Andresito immediatament van aconseguir ocupar fàcilment les antigues reduccions jesuïtes de Misiones, quasi totes les Sete Povos das Missões - Set pobles de Missions, que és el nom que es dona als set pobles indígenes fundats per jesuïtes espanyols formats per São Francisco de Borja (Sant Francesc de Borja), São Luiz Gonzaga (Sant Lluís Gonzaga), São Nicolau (San Nicolás), São Miguel Arcanjo (San Miguel Arcanjo), São Lourenço Mártir (Sant Llorenç el Màrtir), São João Batista (Sant Joan Baptista), Santo Ângelo Custódio (Sant Àngel Custodi). Al poble de San Nicolás hi va establir el seu quarter general. Hi va haver l'excepció de São Borja que continuava en mans de l'ocupació lusobrasilera. Per a combatre'l, s'hi va enviar un destacament format per un regiment de cavalleria de Milícies, comandat pel coronel Diogo de Morais Arouche Lara, que va ser vençut i mort a la batalla. Francisco das Chagas Santos, sorprès per les accions ofensives dels exèrcits d'Andresito, va marxar sobre el poble de San Nicolás i el va atacar. Andresito va aconseguir rebutjar als assetjadors i els va perseguir tenaçment, després d'haver rebut un gran bombardeig d'artilleria portuguesa. Chagas va demanar reforços a Abreu i al governador de Rio Grande do Sul, el Comte de Figueira, mentre que Andresito que ocupava San Nicolás a les Misiones Orientals, on havia aconseguit vèncer a Chagas, al mes de maig havia d'unir-se amb les forces d'Artigas doncs no tenia informacions sobre la seva posició i havia tingut seriosos trastorns amb la correspondència. El comte de Figueira va enviar-hi noves tropes, que van trobar San Nicolás abandonada. José d'Abreu es va quedar a la part superior del Riu Arapeí, desplaçant forces de Bage a Les Canyes i guarnint a Yaguarón, el 6 de juny van vèncer als invasors.
Va deixar la plaça de San Nicolás al capità Khiré i es va dirigir al sud buscant la incorporació d'Artigas, però al no trobar-lo i sense poder comunicar-s'hi va contra-marxar i va ser sorprès i derrotat per Chagas a la Batalla d'Itacurubí on va ser capturat poc després i enviat a la ilha das cobras, junt amb els altres caps artiguistes. L'historiador Bauzá, repetit després per nombrosos historiadors, afirma que Andresito va ser conduït a Rio de Janeiro i tancat en un calabós, on va morir pocs mesos després. Però se sap que no va ser així. L'historiador Fernández Saldaña va poder descobrir que va ser alliberat el 1821 i embarcat en un bergantí francès junt amb José A. Berdún i catorze o quinze compatriotes. El coronel Andresito va arribar a Montevideo el 3 de juny del 1824. Després es perd tot el rastre i s'ignora la data de la seva mort. Amb la derrota i empresonament d'Andresito el pla d'Artigas havia fracassat novament. Les causes del seu fracàs estaven fonamentalment en la desproporció numèrica, la diferència d'organització, armament i instrucció d'ambdós grups combatents. L'efecte de sorpresa perseguit per Artigas es va veure anul·lat perquè els portuguesos van interceptar un chasque (un missatger indígena que es dedicava a portar missatges) que portava comunicacions importants. Comprenent el seu Fracàs, Artigas va considerar oportú no continuar endavant fent un compàs d'espera, esperant circumstàncies més favorables. Va deixar llavors l'exèrcit dividit en partides sota les ordres dels seus tinents, amb missions d'abast limitat i es va desplaçar cap al riu Uruguai, el seu centre d'operacions permanent per a organitzar una tercera invasió.
Al 10 de març del 1819, les forces sota el comandament d'Origuera van ser derrotades als barrancs de Carcarañá. El gener del 1819, Balcarce va ser substituït per Viamonte. L'abril del 1819, es va firmar un armistici ratificat per Viamonte el mateix dia, on es preveia una reunió per arribar a un acord de pau. En aquesta reunió, Ignacio Álvarez i els delegats de Santa Fe van signar un armistici ratificat per Belgrano el mateix dia, i es donava la possibilitat d'ampliar l'acord amb representants de Buenos Aires i Santa Fe entre d'altres. El tractat no nomenava la guerra amb Portugal, pel que Artigas el va rebutjar. El gener del 1819, Balcarce va ser substituït per Viamonte. Mentrestant, Juan Martín de Pueyrredón va ser el nou Director Suprem de les Províncies Unides del Riu de la Plata des del 3 de maig fins a l'11 de juny, fins que va dimitir i el va substituir Rondeau fins al febrer del 1820.
El novembre del 1819 Artigas va aprofitar les circumstàncies dels portuguesos d'haver perdut la llibertat d'acció, a causa de l'hostilitat continua de les guerrilles artiguistes, llançant la seva tercera contrainvasió. Va establir la reserva als potrers d'Arenguá, dedicat a concentrar i disciplinar les seves forces. Mentrestant, Lecor es trobava assetjat a Montevideo per Felipe Duarte, que havia estat nomenat per Artigas comandant general de la línia assetjadora de Montevideo. El 17 de novembre del 1819, Artigas en un ofici datat a Las Cañas, li donava ordres i instruccions sobre la forma de conduir la guerra de recursos, recomanant-li que en cas de ser impossible la resistència, es bates en retirada sobre el Río Negro, buscant la reincorporació de les altres divisions hostilitzant sempre la invasió. Curado es trobava atrinxerat al Rincón de las Gallinas; El brigadier José de Abreu es trobava amb sis-cents homes al Paso del Rosario al riu Santa María encarregat de cobrir la frontera.
Complint el seu pla d'obrar sobre el punt més sensible de l'enemic, tallant-li les seves línies de comunicacions, Artigas va envair per la Ganivetada de Santa Ana amb uns tres-cents homes i cobert per una avantguarda d'uns cinc-cents homes sota el comandament de Latorre, però va ser interceptada de nou la correspondència artiguista, assabentant-se els portuguesos de la seva idea de maniobra, segons es desprèn de l'ofici del Comte de Figueira (governador del Rio Grande do Sul) datat el desembre del 1819. Artigas va arribar fins al riu Santa María, atacant el 14 de desembre del 1819 al coronel Abreu, qui acampava a les costes del riu Ibirapuitán Chico, infligint-li una completa derrota a la batalla de Santa María. Aquesta batalla va significar un últim i brillant esforç d'Artigas aconseguint derrotar les forces lusobrasileres i mantenir-se a la zona, a pesar dels atacs portuguesos, lliurant-se diversos combats entre el 17 i el 28 de desembre amb resultats indecisos. Però la victòria li va durar poc, ja que els quatre-cents soldats que comandava Pedro González i que van intentar la persecució dels vençuts van ser rebutjats pel general portuguès Patricio Câmara.
Mentrestant a la resta de províncies:
- Misiones tot i haver perdut al seu cap Andresito, continuava la lluita.
- Corrientes, després d'una petita victòria de la facció de Buenos Aires i amb ajuda de les províncies veïnes va aconseguir una mica d'independència, i Juan Bautista Méndez estava aconseguint consolidar el seu govern.
- Entre Ríos, estava sota el govern del comandant general Francisco Ramírez i Ricardo López Jordan.
- Santa Fe, estava obrint una bretxa per als interessos de Buenos Aires, però Valcarce davant la resistència passiva de la província, es va retirar saquejant-la.

### 1820
L'any 1820 va començar amb una nova derrota per a la Banda Oriental. El gener, Andrés Latorre va ser sorprès i derrotat a la Quebrada de Belarmino, amb el que es va veure obligat a reingressar al territori oriental. Latorre va penetrar fins a Tacuarembó, on va muntar un campament esperant ordres d'Artigas, que havia anat a Mataojo a buscar cavalls. Però el 22 de gener del 1820, el comte Figueira al capdavant de tres mil homes el va atacar per sorpresa a les vuit del matí i el va derrotar en la batalla de Tacuarembó, posant punt final a la resistència Oriental. El desastre de Tacuarembó va ser l'últim enfrontament entre orientals i portuguesos en el curs de la invasió. Artigas va passar a Entre Ríos i només va quedar Rivera al capdavant d'alguna tropa organitzada al territori oriental.
El 20 de febrer, es va signar a la Capella del Pilar un acord per posar fi a la guerra a les províncies d'Entre Ríos (representada per Francisco Ramírez), Santa Fe (Estanislao López) i el govern de Buenos Aires (representat per Manuel de Sarratea). Artigas es va manifestar contrari al pacte per ometre Corrientes, la Banda Oriental i Misiones, i perquè no es declarava la guerra a Portugal. Poc després va ser ratificat per la Junta de Representats. El Cabildo, la Junta de Representats i el governador es van reunir el 15 de març, i es va oficiar a Lecor perquè no prosseguís l'atac contra aquestes províncies.
A Mataojo, actual departament de Salto, Artigas va ordenar a Rivera que s'incorporés, però aquest es trobava acampat al Arroyo de Tres Árboles i ja havia signat un armistici amb el portuguès Bento Manuel Ribeiro, anomenat l'Acord de Tres Árboles. Així doncs, es va mantenir allí sense correspondre al seu cap. Artigas va travessar llavors el riu Uruguai dirigint-se a Abalos, on havia d'intentar suposadament sustentar el protectorat, enfrontant la lluita amb els cabdills federals del litoral.
L'abril del 1820 Artigas va signar a Ábalos un tractat amb els caps de les províncies que encara li eren fidels (Banda Oriental, Corrientes i Misiones) per continuar la guerra. Al juny Artigas i Ramírez es van enfrontar; El segon, en haver signat l'acord amb Buenos Aires, aquest li va recolzar amb armes, homes i diners. No obstant això, Artigas el va derrotar a Las Guachas. Però es van tornar a enfrontar el 24 de juny i aquest cop Ramírez el va derrotar. El 17 de juliol José López Chico va ser derrotat a Sauce de Luna, a les costes del Gualeguay. Poc després, Gregorio Piris es va enfrontar a Artigas el 28 de juliol i el va derrotar, ocupant el campament d'Ábalos. Artigas va aconseguir fugir del campament amb només dotze homes. Artigas ja derrotat i sense exèrcit es va retirar al Paraguai.

## Desenvolupament de les accions bèliques marítimes

### Guerra de Cors
Si bé el recurs de la guerra naval era usat des de la revolució artiguista (tal era el cas del Sabeyro i el Valent , que van entrar a escena a principis del 1816 - es pot dir que els mateixos - segons informava Artigas en una nota al Cabildo) s'utilitzaven principalment per a auxiliar des del riu els nostres moviments per terra. Però no s'usaven per fer la guerra de cors. Un any després aquestes i altres naus onejarien la seva bandera tricolor a l'alçada del paral·lel vint-i-cinc arribant aviat a Rio de Janeiro, i pujant per assetjar les costes de Bahía, Pernambuco, Natal (Rio Grande do Norte), Ceará i Maranhao. Va provocar llavors l'alarma que es va traduir en combois, patrulles i reforços de la flota, recursos que no van aturar als agosarats corsaris.
A mitjans del 1816 havia arribat el moment de buscar ajuda a l'estranger. El cabdill va entrar en contacte amb Thomas Lloyd Halsey, cònsol dels Estats Units a Buenos Aires i notable empresari, que va utilitzar el Cors com a negoci i medi polític a la vegada. Halsey va tenir al corrent al seu govern - simpatitzant amb la revolució artiguista - dels conductes del cabdill. La trobada va ser a Purificación, un poble fundat pel pròcer a les costes del riu Uruguai. A l'entrevista, l'encert polític d'Artigas va evitar la inferència directa d'una nació estrangera en el procés revolucionari - al no acceptar les esquadres de mercenaris estatunidencs que Halsey li va oferir. Va estendre en canvi, a través de la guerra de Cors, la lluita des del riu de la Plata als mars del món. Era una pràctica freqüent a l'època - usada per Buenos Aires contra els espanyols, per exemple. Consisteix en l'atorgament per part d'un dels bel·ligerants a simples particulars de l'autorització per armar navilis mercants, donant-los-hi la capacitat per atacar o assaltar als bucs enemics i fer-los presoners. El cònsol nord-americà va partir de Purificación amb les patents de cors destinades a Baltimore i una carta d'Artigas per al president James Monroe:
| « | Aprofito aquesta oportunitat favorable per a presentar a vostra excel·lència els meus cordials respectes. Els diversos successos de la Revolució no m'han permès fins ara canviar aquest deure amb els meus desitjos (..) | » |

Perquè el cors artiguista tingués tot el valor legal havia de ser reglamentat, delimitant-se els drets i obligacions de les parts. L'Ordenança General de Cors va ser un document de divuit punts elaborat per Artigas, amb el qual s'esgrimien els principis del dret internacional públic i és - encara actualment - un exemple per la seva mesura, equanimitat i sentit comú de les normes de la "guerra justa" (Ius ad Bellum), una vella doctrina d'origen filosòfic i religiós que codifica el comportament bèl·lic i que ha inspirat la reglamentació fins i tot de guerres contemporànies. Les lletres patents d'Artigas consten de tres documents: Una patent de navegació, que individualitza el vaixell determinant la seva nacionalitat; Una patent de cors que designa al Corsari i l'autoritza l'atac a la navegació enemiga, i una carta de presa, que atén a la seguretat de les naus preses i la seva conducció a port.
És a partir de llavors que es va iniciar una febril activitat corsària amb les patents en blanc que el cònsol estatunidenc feia arribar a Baltimore i a altres ports dels Estats Units. Des del 1817 fins al 1821 (amb Artigas ja vençut i exiliat al Paraguai) les mateixes seguirien sent atorgades pel mateix cònsol Halsey, que va col·laborar per tots els medis amb la revolució (que coincidia amb el seu negoci) com a intermediari i gerent davant de l'Estat Oriental; fins i tot va arribar a actuar com a armador d'expedicions.
L'estratègia d'assetjament naval d'Artigas consistia a bloquejar el Port de Buenos Aires, impedint que les naus comercials europees i arribessin, mentrestant que promovia el saqueig de les naus portugueses i espanyoles, sense realitzar cap més tràmit. Mitjançant la guerra de cors, Artigas aconseguia no només la interdicció de les rutes marítimes portugueses i espanyoles - dificultant el seu comerç i abastiments - sinó que també la va utilitzar com a medi per arribar a l'opinió mundial i interessar-la per la situació del Rio de la Plata. Però no tot eren avantatges; La guerra de cors també va provocar conflictes amb interessos imperials europeus, així com suports als Estats Units, una nació amb quatre dècades de vida republicana independent i amb una creixent potència naval. També li va provocar litigis i debats judicials a les corts de Maryland; Reclamacions dels estats que es creien perjudicats, amb llargues seqüeles de vaivens diplomàtics; I al seu torn, reclamacions dels capitans corsaris que van ressonar diversos anys després de l'aprovació de la Constitució de l'Uruguai. Les campanyes dels corsaris van resultar sorprenents. Al voltant de cinquanta goletes i bergantins amb grans noms, entre altres República Oriental, Fortuna, Valent o Intrèpid. Van arribar a apressar més de dos-cents bucs enemics, davant de les costes de Brasil, Àfrica, les Antilles, Madagascar, Espanya i Portugal.

#### El cors artiguista
Pedro Campbell, va ser un irlandès que va arribar amb els anglesos com invasor, i es va quedar en aquelles terres per a lluitar com a mariner per la independència. A la seva esquadra fluvial, l'artiguisme sumava altres embarcacions, les quals van rebre la patent de bel·ligerància del 1816. En aquell any decisiu, Artigas va fer córrer una proclama a tots els pobles de la lliga federal.
| « | Últimament a presència de la irrupció de Portugal, compromís aquell govern [el de Buenos Aires] els seus moviments sobre Santa Fe [Aliada Federal] excitant amb justícia els nostres fundats recels (...) Buenos Aires manté una conducta criminal, mantenint el comerç i les relacions amb Portugal. | » |

La gravetat de les circumstàncies no permeten ja elegir els medis amb els quals enfrontar-los: Tots conspiren contra nosaltres, arribaria a escriure assetjat el cap de la revolució. En aquest amarg context i davant la traïció - un cop més - de la Junta de Buenos Aires. Artigas va ordenar el tancament de ports amb la finalitat de bloquejar als portenys (habitants de Buenos Aires) i va ser Campbell l'encarregat al riu Paranà de desarborar (destruir l'arboradura d'un vaixell) i posar en custòdia la càrrega de desenes de bucs del destí dels quals era Buenos Aires. Les embarcacions que passaven per la Banda Oriental, Entre Ríos, Santa Fe o Corrientes, acabaven essent decomissades per aquests primers corsaris que van provocar greus danys al comerç de Buenos Aires.
Si bé la pràctica va funcionar durant un temps, en aquells moments la guerra de cors d'Artigas estava encara planejada en termes d'hostilitat sense conseqüències, que poguessin considerar-se dràstiques per al comerç lusità. Les naus dedicades eren generalment d'escàs tonatge i el seu teatre d'operacions es remetia a una àrea relativament petita a l'Uruguai i el Riu de la Plata (entre Buenos Aires i Maldonado). Aquesta àrea estava controlada, pel comandant Pedro Campbell i la seva esquadra estava formada per falutxos i llanxes amb artilleria. La seva actuació va estar coartada per la censura de Pueyrredón, que va exercir una severa custòdia als vaixells mercants lusitans que arribaven destí a Buenos Aires.
El 1817, un dels moments més crítics per la revolució, va ser el moment en el qual els corsaris van deixar de ser una petita esquadra que controlava una petita part del riu de la Plata, i van començar a tenir més preponderància en aquesta guerra. L'exèrcit Artiguista havia quedat reduït a la meitat, els portuguesos estaven encaminats cap a les principals ciutats, i el govern de Buenos Aires provocant revoltes a Entre Ríos i planificant la invasió de Santa Fe. La defecció al front oriental corria per dintre; Els habitants de Montevideo que havien donat suport a la revolució s'inclinaven ara cap als portuguesos i els seus interessos capitalistes i oligàrquics. Per tot plegat l'actuació dels corsaris va començar a guanyar pes, i cada cop més. Els noms de les capitals que enarboraven la bandera tricolor i assetjaven les costes de l'Atlàntic Nord, Mediterrani, Brasil i el Riu de la Plata amb les seves ràpides i lleugeres embarcacions resultaven il·lustratives per a observar la seva procedència, majoritàriament anglosaxona: Murphy, Chase, Clark, Taylor, Cathill, Bond, Morgridage, Camplin, Nutre i Daniels. Només aquest últim va realitzar en catorze mesos més de trenta abordatges amb l'irresistible, obtenint dos-cents mil dòlars en or que va dipositar en un vaixell dels Estats Units. Amb bon velam aquests vaixells - antecessors dels navilis coneguts com a clípers podien apropar-se sobre les seves preses, o evadir-les en cas que fossin massa fortes. Amb bons vents i experimentats mariners, els bucs corsaris que operaven al Riu de la Plata ho feien a favor dels canals principals de navegació, portant les seves embarcacions a la sorra, on pràcticament s'anul·lava qualsevol amenaça de contraatac enemic.
Un cop determinada la presa, s'efectuava un abordatge amb ganxos d'arpeig, amb els quals els corsaris es feien forts al casc del vaixell enemic, apressant la nau i encarant un buc contra l'altre. Utilitzats amb fins més aviat intimidatoris, només en casos molt necessaris s'utilitzaven les peces d'artilleria, que no eren de bon portar i es limitaven a culebrines i canyons de petit i mitjà calibre. En realitat es tractava de no afectar el buc capturat per així poder repartir-lo com a botí de presa. La caiguda en mans dels patriotes de bucs mercants va proveir de divises a la revolució - el 4% del total declarat, que òbviament no era el mateix que el total 'capturat' i 'decomissat'. A més crearia disgustos i confusions entre els països que comerciaven amb Portugal. Però sobretot, aquelles serien grans accions de propaganda, mitjançant la qual la causa artiguista va aconseguir el suport, la simpatia i l'opinió pública d'altres nacions.

#### Conveni comercial amb l'Imperi Britànic
Amb la intenció de desbartar als portuguesos, el 3 d'agost el General Artigas va signar un conveni comercial amb Anglaterra, tot i que finalment no va ser ratificat per la potència europea. El tractat establia que:
| « | * Aquells bucs anglesos que comercien amb la Banda Oriental, han d'utilitzar els seus colors nacionals i estar proveïts d'un passaport del comandant britànic - Hauran de pagar els drets fixats en el document adjunt sobre les importacions i exportacions. - Es precisa que mai se'ls hi exigirà cap contribució o impost extraordinari. - Els mercants anglesos poden establir-se a les ciutats amb port de mar i efectuar el seu comerç, però no els estarà permès prosseguir cap a l'interior. - No està permès el comerç amb ports en possessió dels portuguesos | » |

#### Els fronts de combat

##### Al riu Uruguai
Artigas va establir en petites embarcacions des de Purificación per tenir una comunicació constant amb Montevideo. A finals del 1817 ja estava en funcionament una petita flota d'embarcacions armades sota el comandament del capità Justo Yegros. La mateixa va donar suport als moviments dels revolucionaris en el seu intent d'enviar els territoris ocupats pels portuguesos. En suport de les operacions contra São Borja, aquesta esquadra va destruir amb la seva artilleria part de les defenses del poble, ocupat pels portuguesos.
Una altra flota petita en estret contacte amb les forces terrestres operava el 1818 més avall del riu Uruguai. La mateixa va ser apressada per Senna Pereyra al maig d'aquell any, quan l'almirall portuguès va destruir les bateries orientals que es trobaven sobre el riu Uruguai, i després, arribant a un acord amb la seva petita flota, Bento Manuel Ribeiro va marxar a envair la Província Entre Ríos.

##### Al riu Paranà
Durant la campanya contra Buenos Aires i fins a la caiguda d'Alvear el maig del 1815, Artigas va tenir la permanent preocupació de controlar les activitats comercials de la ciutat de Buenos Aires per a impedir que les mateixes es relacionessin amb la Lliga Federal. La solució a aquest problema va ser encarada per l'acció directa de les comunicacions dins del propi riu Paranà, pel que allí va sorgir el 1817 la primera petita flota d'Artigas sota el comandament del francès Luís Lanche. La seva petita flota va ser la que, en les operacions del febrer del 1815 va bloquejar Santa Fe i va donar suport a les accions de Fernando Otorgués. Després d'aquestes accions, i a conseqüència de la seva conducta, Artigas va arrestar a Lance.
Artigas va al·legar llavors per l'arbitrarietat amb la qual conduïa, el tinc assegurat amb una barra de grillons. El 1818 una nova petita flota sota el comandament de l'irlandès Pedro Campbell - amb base d'operacions a Corrientes - mantindria la vigilància al Paranà amb l'objectiu d'impedir el trànsit dels elements revolucionaris paraguaians que tenien el suport de Buenos Aires. Als últims mesos del 1818 quan Artigas ja estava quasi derrotat, Campbell va continuar lluitant - i obtenint victòries - al riu Paranà.

##### Al riu de la Plata
Quan es va produir la invasió portuguesa, Artigas des de Purificación va apel·lar al recurs de la guerra de cors. L'objectiu era impedir el comerç portuguès a tota la regió de la Plata. La primera posta naval va ser a Colonia del Sacramento, des d'on era fàcil controlar l'arribada de bucs mercants portuguesos a Buenos Aires. Entre finals del 1816 i principis del 1817 els corsaris de Colònia van capturar tres mercants portuguesos. L'última d'aquestes captures, la goleta de São Joao Baptista va motivar represàlies de Lecor a través d'expedicions i d'un servei de vigilància al Riu. Ja el 1818, Lecor va decidir bloquejar Colònia del Sacramento amb els seus vaixells i anul·lar així la base d'operacions dels corsaris. A finals del 1818 la ciutat ja va caure en mans dels portuguesos.

##### A l'Oceà Atlàntic
Després del 1818, Artigas estava impossibilitat d'armar vaixells a Colonia del Sacramento o Montevideo. Llavors va recórrer a les seves relacions amb els Estats Units per a utilitzar els seus ports, en especial el de Baltimore. Durant tot l'any va augmentar el poder dels corsaris artiguistes a l'atlàntic, continuant el 1819 i 1820. Com a conseqüència, el 1819 i el 1820 tant el comerç portuguès com l'espanyol van tenir quantioses pèrdues, fins al punt que Anglaterra es va negar a acceptar assegurances per mercaderies portugueses, a menys que fossin transportades en bucs de l'armada. Portugal es va veure obligat a utilitzar el sistema de combois per a protegir els seus vaixells mercants amb naus de guerra. El 1819 una esquadra artiguista va bloquejar els ports brasilers a l'Oceà Atlàntic, al nord de Rio de Janeiro. La seva activitat va paralitzar pràcticament el comerç del nord amb Portugal, fins al punt que el governador de Pernambuco va expressar que els corsaris amenaçaven en deixar-los sense cap navili.

## Conseqüències

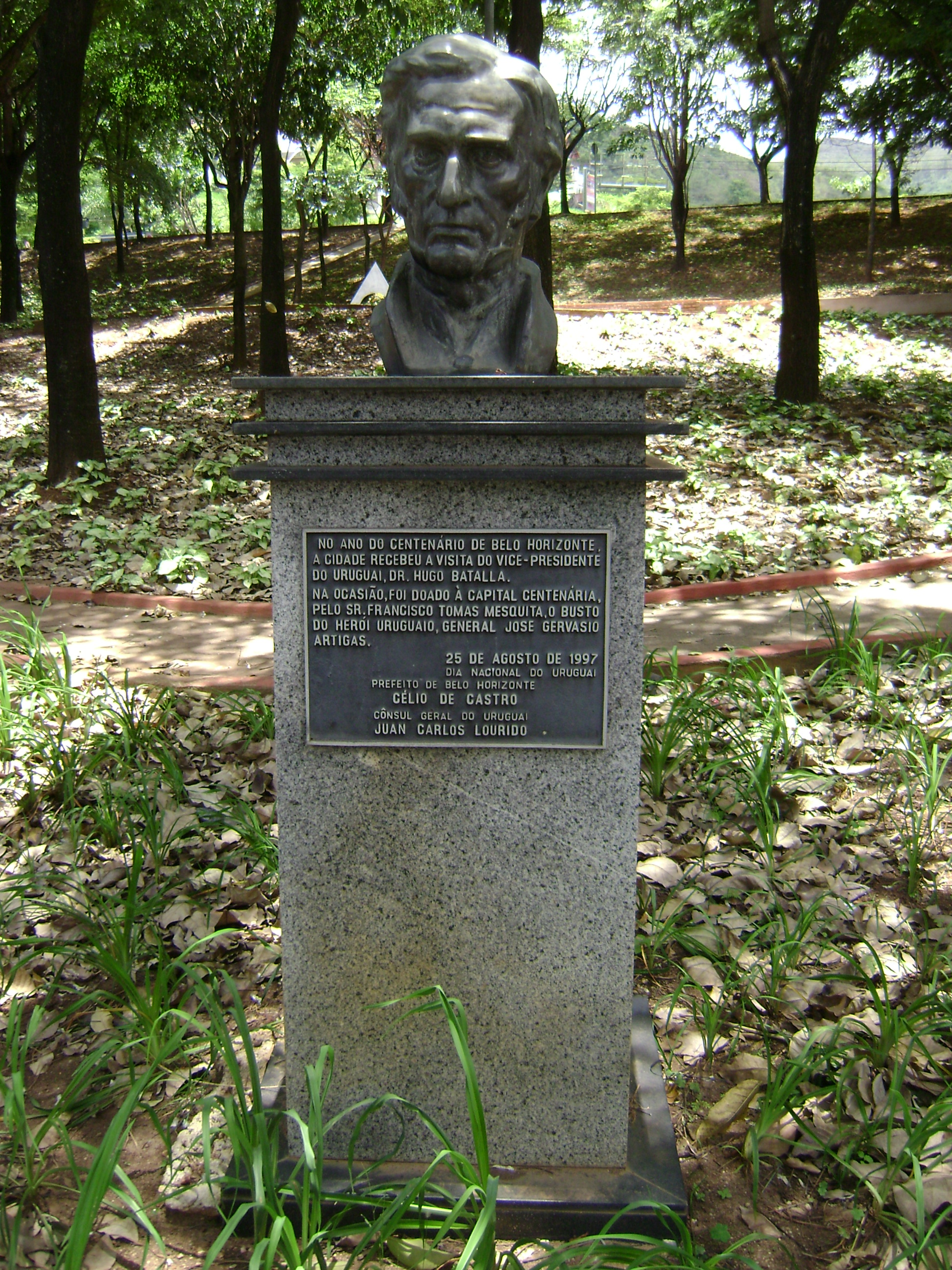
Bust de José Gervasio Artigas a Belo Horizonte.

En finalitzar la invasió portuguesa, almenys quatre mil orientals (el 6% de la població de la banda oriental) havien mort en tres anys i mig de resistència. Artigas es va dirigir llavors cap a la banda occidental del riu Uruguai, acompanyat per tres-gents genets. Entre tant, els cabdills federals Francisco Ramírez d'Enre Rios i Estanislao López de Santa Fe, seguint les ordres d'Artigas van avançar cap a Buenos Aires i el 2 de febrer del 1820 van derrotar el llavors director suprem José Rondeau (qui havia ordenat a José de San Martín que viatgés amb les seves tropes des del nord per donar suport a la lluita antifederal, però aquest no va acatar l'ordre) a la batalla de Cepeda. Rondeau, després de la gran derrota propiciada per les forces federals a aquesta batalla, es va veure obligat a renunciar i el va succeir Manuel de Sarratea.
Sarratea va sortir de la ciutat, i a l'actual ciutat de Pilar a cinc llegues de la ciutat de Buenos Aires, es va trobar amb els cabdills vencedors. Després d'una breu negociació, allí es va firmar el 26 de febrer del 1820 un acord o pacte entre les províncies de Buenos Aires, Entre Ríos, i Santa Fe pel que s'establia la pau i l'assumpció del Federalisme, en el que es coneixeria com el Tractat del Pilar. Es convenia que en el termini de dos mesos es reuniria un congrés de diputats de les tres províncies - invitant a més a la resta a sumar-hi els seus representants - per a constituir un govern central que instauraria el sistema Federal. S'aprovava una amnistia i es decretava la lliure navegació dels rius Paranà i Uruguai. Les autoritats del règim caigut havien d'afrontar un judici públic davant un tribunal que es designaria oportunament. Respecte a la Província Oriental, envaïda i ocupada, es deia que davant la invasió d'una potència estrangera amenaces a Santa Fe i Entre Ríos, que amb respectables forces oprimia a la província aliada de la Banda Oriental, els governs d'aquelles esperaven de Buenos Aires auxilis proporcionals per a resistir qualsevol eventualitat. S'afegia que:
| « | ...encara que les parts contractants estan convençudes de què tots els articles a dalt expressats són conformes als desitjos i sentiments de l'excel·lentíssim Capità General de la Banda Oriental senyor José Artigas, segons ho ha exposat el senyor governador d'Entre Ríos, que diuen trobar-se amb instruccions privades d'aquest senyor. Per a aquest cas, no tenint suficients poders en forma, s'ha acordat remetre-li còpia d'aquesta acta perquè, essent del seu gust li entrin sens dubte les relacions que puguin convenir als interessos de les províncies del seu comandament, la incorporació de la qual a les altres federacions es mirarà com un fet capritxós. | » |

No es declarava la guerra a Portugal, com havia estat exigència contundent d'Artigas. Es definia a la Província Oriental com a aliada i se li negava, per tant, el caràcter de membre d'una aliança ofensiva-defensiva (el mateix respecte Corrientes i Misiones, però aquestes no estaven ocupades). Es negava a Artigas el tractament de Protector dels pobles lliures, i se'l nomenava solament com a capità general de la Banda Oriental. D'aquesta forma Ramírez i López, en virtut de la situació avantatjosa en la qual estaven, van prendre distància del fins llavors el seu cap Artigas, restant-li autoritat sobre les seves províncies. S'afirmava que, amb l'acord firmat, hi va haver un pacte verbal secret entre Sarratea i Ramírez pel qual Buenos Aires es comprometia a donar suport a aquest últim en la seva previsible guerra contra Artigas. La unitat de moviment federal, a l'hora del triomf, es trencava irremeiablement.
El pacte del Pilar, que per Artigas va ser una confabulació amb els enemics dels pobles lliures per a destruir la seva obra i atacar al cap suprem que ells han nomenat perquè els protegís. Va derivar en una Guerra entre Artigas i Ramírez i la firma del Pacte d'Avalos, amb Corrientes i Misiones Orientales. Ramírez va derrotar la petita tropa d'Artigas en una successió d'enfrontaments entre juny i agost del 1820. Al setembre Artigas es va exiliar al Paraguai, fet que va implicar el final del cicle històric de quasi una dècada.
Mentre això succeïa, la totalitat del territori de la Província Oriental del Riu de la Plata quedava en mans dels lusobrasilers convertint-se en l'anomenada Província Cisplatina, una província més del Regne Unit de Portugal, Brasil i l'Algarve. Quan el 1820 el rei del regne, Joan VI va decidir tornar amb la seva família i cort a Lisboa per l'esclat d'alguns moviments liberals a Portugal, el fill gran del rei i hereu al tron, Pere I de Bragança, es va quedar a Rio de Janeiro com a regent. Pere I era un jove intel·ligent i ambiciós, que s'havia vinculat amb els plantadors i terratinents brasileres, i es va posar al capdavant de la conspiració independentista del Brasil.
Quan el 1822 el seu pare alarmat de l'evident política impulsada per Pere respecte a les disposicions que arribaven des de Lisboa, Joan VI va ordenar al seu fill que tornés a Europa, però aquest s'hi va negar i va proclamar al senat brasiler Eu Fico, que significa Jo em quedo. El 7 de setembre Pere I va rebre des de Lisboa una carta quan es trobava a la costa del Arroyo Ipiranga declarant nul·la la seva negativa a tornar, i donant-li un ultimàtum, al que aquest va respondre Independència o mort. Aquest succés conegut com a Crit d'Ipiranga va segellar definitivament la independència del Brasil. Mentrestant a la Província Cisplatina els ànims d'independència eren diferents. Les dotacions de Voluntarios Reais do Principe (generalment d'origen portuguès) van prendre amb reluctància aquesta disposició de Pere I i va estar a punt d'esclatar un conflicte armat; Però no va anar a més i les divisions portugueses es van retirar al seu lloc d'origen. L'esdevenir dels fets de la Província Cisplatina es va convertir en aquell moment en província del naixent Imperi del Brasil, però no per molt, ja que el 1825 un moviment independentista liderat per Juan Antonio Lavalleja anomenat Croada Alliberadora posaria fi a l'ocupació del Brasil, després que els mateixos orientals declaressin la seva independència del Brasil i la seva annexió a les Províncies Unides del Riu de la Plata al Congrés de la Florida. Les conseqüències van ser que Brasil no acceptés aquesta annexió i va esclatar la guerra contra les Províncies Unides del Riu de la Plata, que va ser recordada com a Guerra del Brasil, guerra que va durar tres anys i que va acabar amb la mediació britànica per part del diplomàtic Lord John Ponsonby, que signaria la independència total de la Província Oriental tant de l'Imperi del Brasil com de les Províncies Unides del Riu de la Plata el 1828, amb el nom d'Estat Oriental de l'Uruguai.